# Natursteinmauerwerk

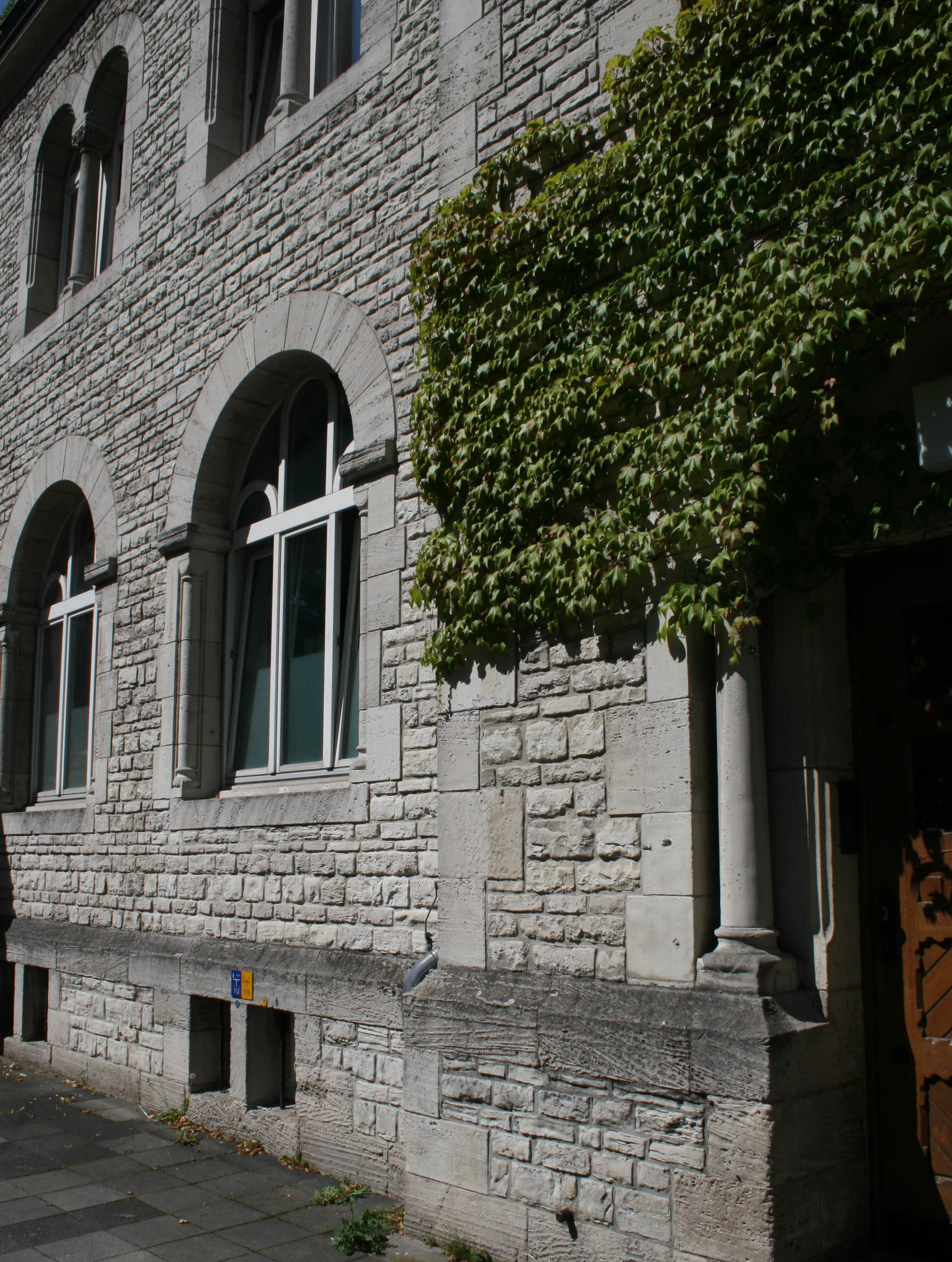
Regelmäßiges Schichtenmauerwerk aus Elmkalkstein in Königslutter

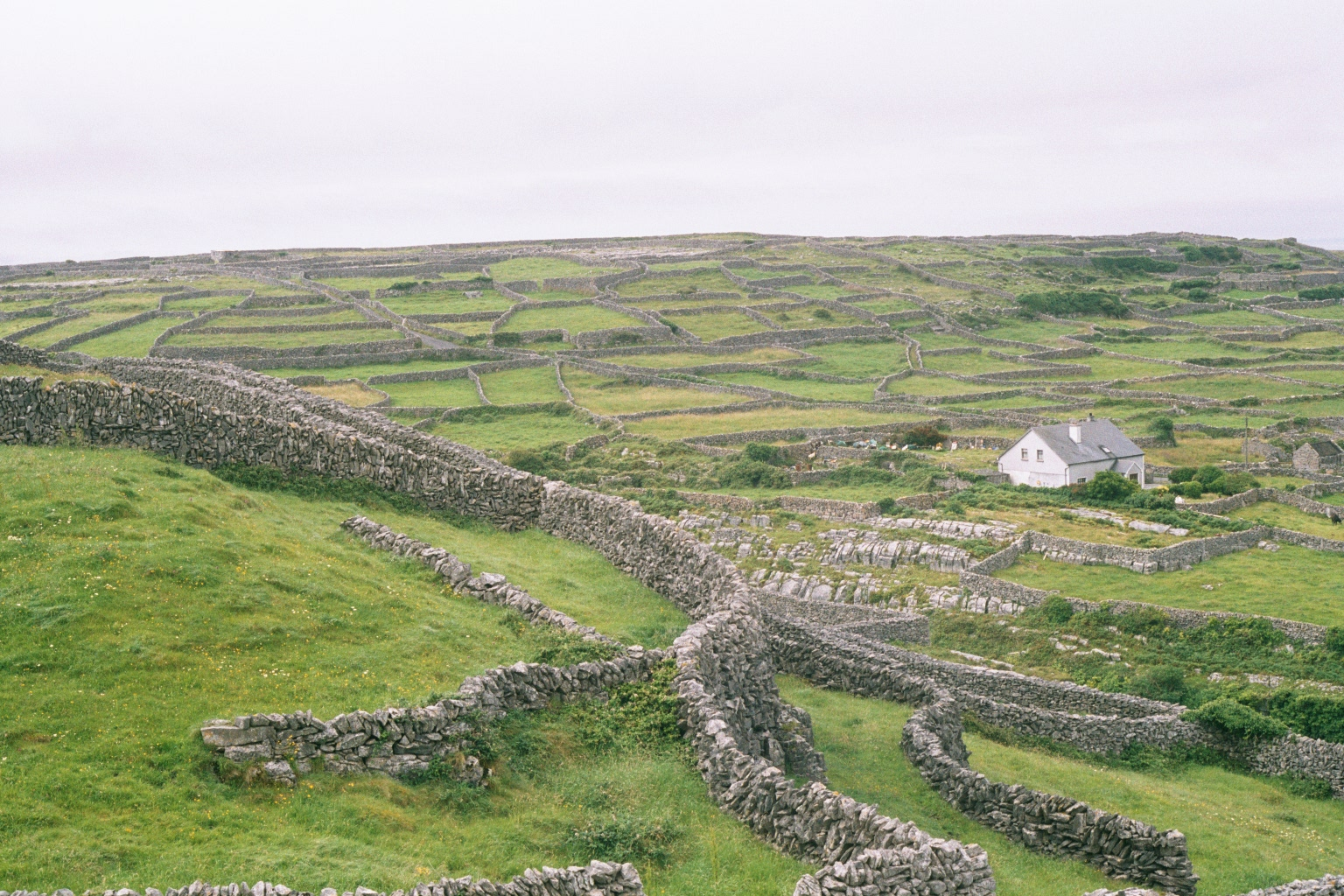
Irische Trockenmauern als Weidebegrenzung

Natursteinmauerwerk ist ein nur aus natürlichen Steinen bestehendes Mauerwerk, im Gegensatz zu einem Mauerwerk, das aus gefertigten, künstlichen Steinen wie Ziegeln besteht. Natursteinmauern sind aufwändiger und teurer als Mauern aus Beton oder Backstein, dafür meist sehr langlebig, optisch ansprechend und abwechslungsreich.
Es gibt viele Mauerwerksarten: Trocken-, Zyklopen- und Bruchsteinmauerwerk, regelmäßiges und unregelmäßiges Schichtenmauerwerk, Quader- und Blendmauerwerk. Sonderfälle sind der sogenannte Friesenwall und die Gabionen. Für den Bau von Mauerwerk gelten Regeln bezüglich der Sichtflächengestaltung und der Steintechnik.
Alte Trockenmauern entwickeln sich oft zu Biotopen für eine besondere wärmeliebende Flora und Fauna.

## Abgrenzung
Wird Natursteinmauerwerk in Gänze aus Naturstein aufgebaut, handelt es sich um Massivmauerwerk; wird nur die äußere, sichtbare Schale einer mehrschaligen Wand aus Naturstein ausgeführt, spricht man von Verblendmauerwerk bzw. Blendmauerwerk. Mauerwerke können sowohl aus natürlichen als auch aus natürlichen und künstlichen Steinen im Verbund bestehen. In der Praxis werden letztere als Mischmauerwerk bezeichnet (während nach der DIN 1053-1 als Mischmauerwerk eine mit Mörtel erstellte Mauer definiert ist).

## Grundbegriffe

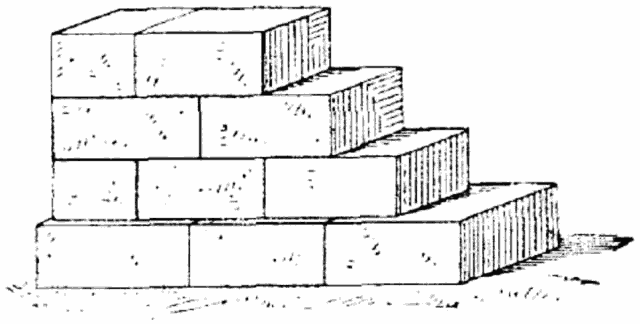
Stoßfugen senkrecht, Lagerfugen waagerecht, gleichmäßige Schichthöhe

Beim Mauerwerk wird zwischen ein- und zweihäuptigem Mauerwerk unterschieden. Das bedeutet, dass die Mauer entweder eine Ansichtsseite (ein Haupt) oder zwei Ansichtsseiten (zwei Häupter) hat.
Die Ansichtsseite eines Mauersteins wird Haupt genannt und das dahinter liegt das „Hintere Haupt“. Als Lager wird bezeichnet die horizontale Ebenen eines Mauersteins (wie der Stein in der Mauer liegt) und darüber befindet sich das „Obere Lager“. Die entsprechende horizontalen Fugen werden Lagerfugen genannt. Stoßen Mauersteine senkrecht aneinander, werden diese Stoßfugen genannt. Die Schichthöhe definiert die Höhe von nebeneinander liegenden Mauersteinen in einer Reihe. In der Schichthöhe ist nur ein einmaliger Höhenwechsel, bzw. es sind keine Wechsel der Steinhöhen in einer Schicht je nach der Art des Natursteinmauerwerks, möglich. Den oberen Abschluss einer freistehenden Mauer bezeichnet man als Mauerkopf oder Mauerkrone. Die Mauerschräge, also die Neigung einer Natursteinmauer, nennt man Dossierung oder Anlauf.

## Historische Mauerwerke

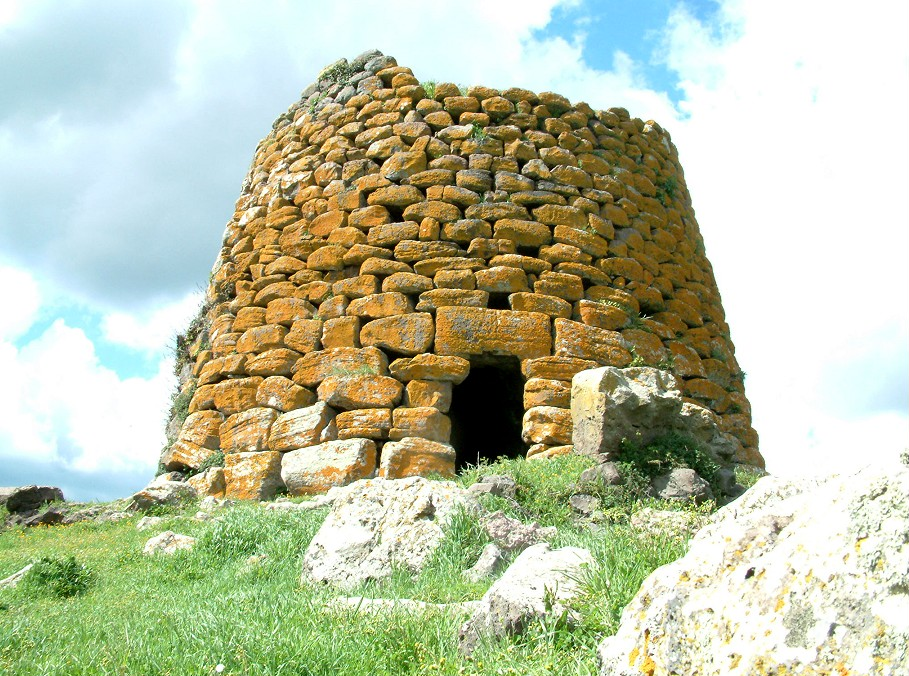
Nuraghe als Trockenmauer aufgebaut

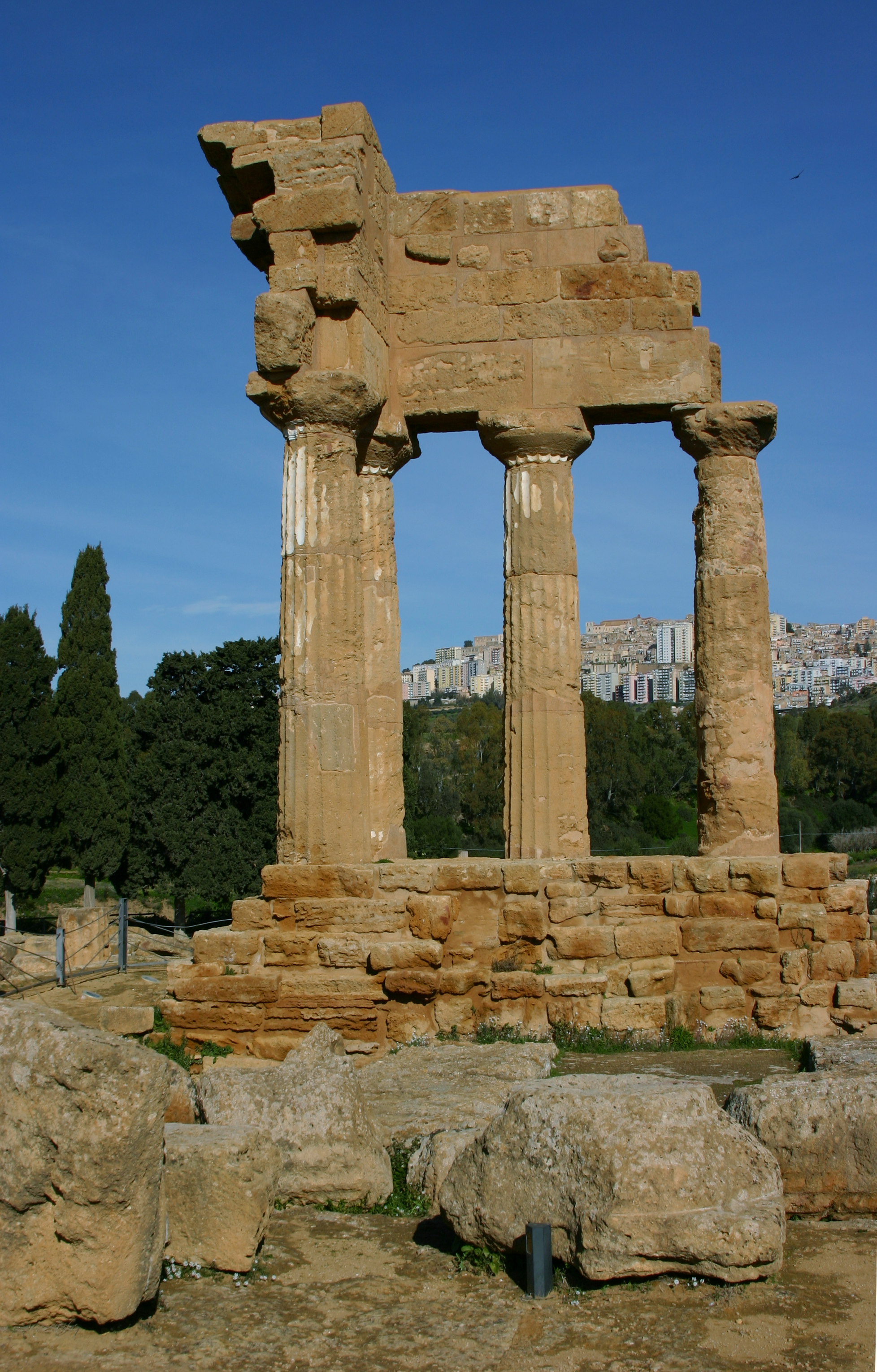
Griechischer Dioskurentempel aus Mauersteinen

### Vorgeschichtliche Zeit
Das älteste bekannte, mit Kalk gemörtelte Mauerwerk befindet sich in Süd-Jordanien. Es wird auf zirka 6.000 v. Chr. datiert.
Die irischen Mauern sind ein bekanntes Beispiel für die ursprünglichste Form des Mauerbaus der Menschheit. Lesesteine, die auf den Feldern gesammelt und ohne Mörtel aufeinandergeschichtet sind, bilden eine Begrenzung von Weideflächen und sind Eigentumsmarkierungen. Teile der irischen Steinmauern werden auf ein Alter von über 5.000 Jahren geschätzt.
Die Ägypter in der Antike schufen vor 5.000 Jahren nicht nur feingliedrige Mauerwerke für Tempel, sondern riesige Pyramiden aus Naturstein. Über die Bearbeitungsmethoden und den Aufbau der Mauerwerke in der Ägyptischen Antike gibt es weitestgehend gesicherte Theorien. Über die Aufbautechnik der Pyramiden herrscht bis zum heutigen Tage keine letztendliche Klarheit.
Die Achäer und Mykener schufen vor 4.000 Jahren mit polygonal behauenen Steinen beachtliche zweischalige Mauern aus Kalktuff- und Kalksteinquadern, sodass von einer eigenständigen Architektur gesprochen wird. Eine der bemerkenswertesten Leistungen der Mykenischen Kultur ist das Löwentor, das etwa 1.250 v. Chr. entstand. Es besteht aus vier einzelnen Megalithen einschließlich des mehr als 12 Tonnen schweren Sturzsteins mit dem Löwenornament.
Historische Bruchsteinmauern dienten ferner als Fundamente für Bauwerke oder als Gebäudemauern. Beispiele sind Beobachtungstürme, wie der Nuraghe auf Sizilien und Talayot auf den Balearen oder Broch in Schottland, die vor etwa 3.000 Jahren aufgebaut wurden.
Bei den Etruskern in Italien und Hethitern in der Türkei und bei weiteren Völkern im Mittelmeerraum oder auf der Osterinsel war das Polygonal- oder als Bruchsteinmauerwerk verbreitet.

### Altertum
In der Antike wurden sowohl Quader- als auch Polygonalmauerwerk verwendet, wobei letzteres – nach Regionen unterschiedlich – etwa um Christi Geburt außer Gebrauch kam. Beim einfachen Quadermauerwerk, das mit und ohne Mörtel verarbeitet wurde, wird zwischen isodomem und pseudoisodomem Mauerwerk unterschieden. Beim isodomen Mauerwerk sind alle Quader in etwa von gleicher Größe, beim pseudoisodomen sind nur die Steine jeweils einer Schicht gleich.
Im Antiken Griechenland finden wir etwa ab 800 v. Chr. eine bemerkenswerte Mauertechnik. Die Natursteine wurden rechtwinkelig zugearbeitet, ohne Mörtel versetzt und mit Eisenankern und in Bleivergusstechnik befestigt. Bei nachrangigem Mauerwerk wurden kleinformatige Steine verwendet und diese mit einer dünnen Kalkschicht überzogen, um mit aufgemalten Fugen größere Marmorsteine vorzutäuschen.
Die Römer in der Antike übernahmen die Technologie der Griechen und perfektionierten sie weiter, indem sie ein zweischaliges Mauerwerk mit in Mörtel versetzten Steinen hochzogen. Die Innenschale war mit Ziegelsplitt oder zertrümmerten Natursteinen verfüllt und die Außenschalen mit Eisenankern in der Innenschale verankert. Sie wurde damit erheblich stabilisiert. Ferner kombinierten sie Ziegel- und Natursteinmauerwerk bei hohen Mauern, um die Steifigkeit des gesamten Mauerwerks zu verbessern. Darüber hinaus entwickelten sie in großer Vielfalt mit unterschiedlichen Steinformaten und Mauerwerksverbänden das sogenannte römische Mauerwerk.

### Mittelalter

#### Europa

Qalat Yahmur, Syrien Schalenmauerwerk aus Kalksteinquadern, gefüllt mit Bruchsteinen/Mörtel, 13. Jh.

Wernshausen/Thüringen, Burg Frankenberg, An der sichtbaren Seite sind die Steine exakt Quaderförmig zugehauen, innen ist die Quaderform nur grob zugerichtet, wenig Füllmauerwerk., 13. JH

In der romanischen Zeit wurde sowohl Quadermauerwerk als auch Schalenmauerwerk verwendet. Man richtete sich nach dem zur Verfügung stehenden Material und den finanziellen Mitteln. Beim Bau von Klöstern und anderen Zweckbauten kommt es zur Ausführung von massivem Mauerwerk aus einzelnen Steinen.
Die Gotik verfeinerte die Technik des massiven Steinbauens mit feingegliederten Bausteinen mit reichhaltiger Profilierung. Die Profilierungen, die sogenannten Dienste, dienten zunächst der Ableitung der statischen Kräfte des Bauwerks, in der Spätgotik wurden sie auch zum gestalterischen Element. Die tragenden Teile wurden entweder durch nichttragende Wände aus Naturstein verbunden oder als leuchtende Glasfenster ausgeführt. Natursteinmauerwerke werden häufig verputzt, weshalb das Natursteinmauerwerk in der gotischen Zeit oft nicht mehr sichtbar war. Die Natursteine der nichttragenden Natursteinmauern, sofern sie verputzt wurden, wurden ohne Sichtflächenbearbeitung verbaut.

#### Außereuropäische Kulturen

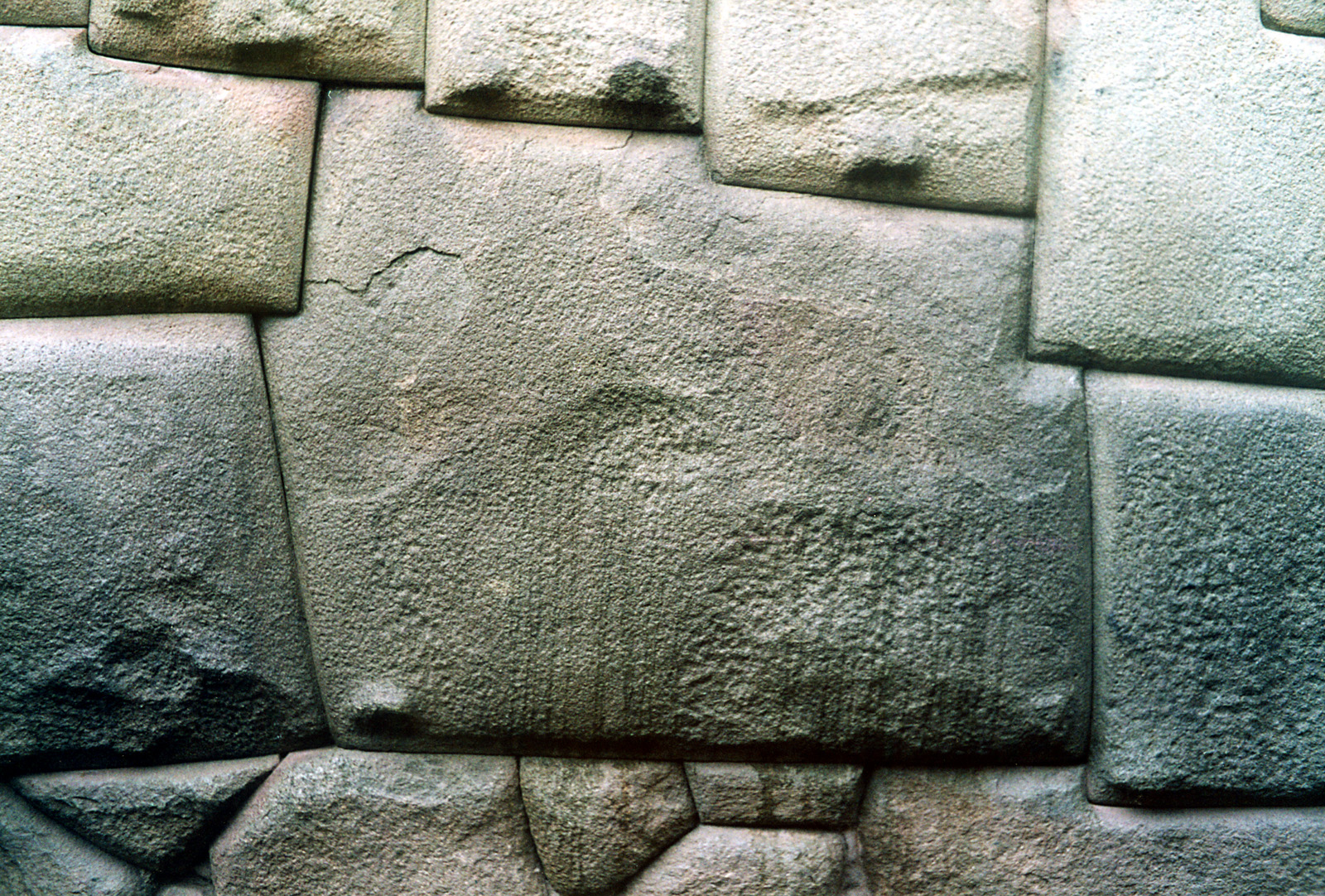
12-Kantenstein im Zyklopen-Mauerwerk der Inkas in Cuzco.

Eine Leistung, die immer wieder Anlass zu Diskussionen bietet, ist das fugenlose Zyklopenmauerwerk der Inkas, das vor 500 Jahren entstand und zwischen dessen Fugen keine Messerklinge passt (siehe Abbildung). Der bekannteste Mauerstein zeigt zwölf Kanten in seiner Ansicht, an die sich weitere Steine passgenau anschließen.

### Neuzeit
In der Renaissance finden wir historische Mauerwerksformen, die sich an den griechischen Baustil mit dem massiven Steinbau anlehnen. Die sichtbaren Steinoberflächen der Außenmauern werden in einem neuen Formenkanon gestaltet, wie z. B.  Bossenwerk (auch Rustika genannt) oder als Diamantquader.
In der Renaissance wird erstmals das Mischmauerwerk ausgeführt, dabei wird die Außenschale aus Naturstein und die nicht sichtbaren Mauerwerksteile aus Kostengründen im Backstein ausgeführt. Ferner wird teilweise die Außenschale mit Terrakottaplatten, Sgraffitoputz oder in bemaltem Putz ausgeführt.
Im Barock wurde das massive Natursteinmauerwerk, bis auf wenige Ausnahmen wie z. B. die Frauenkirche Dresden, weitestgehend aufgegeben und nur noch die Lisenen und Pilaster, die Gesimse, die Fenster- und Türverdachungen wurden aus Naturstein angefertigt.
Der Klassizismus erbrachte erneut die Hinwendung zur Antike und das Natursteinmauerwerk in massiver Form wurde vermehrt erstellt. Mitte des 19. Jahrhunderts kommt die Skelettbauweise mit Stahlträgern auf und das Natursteinmauerwerk wird zum Verblender.

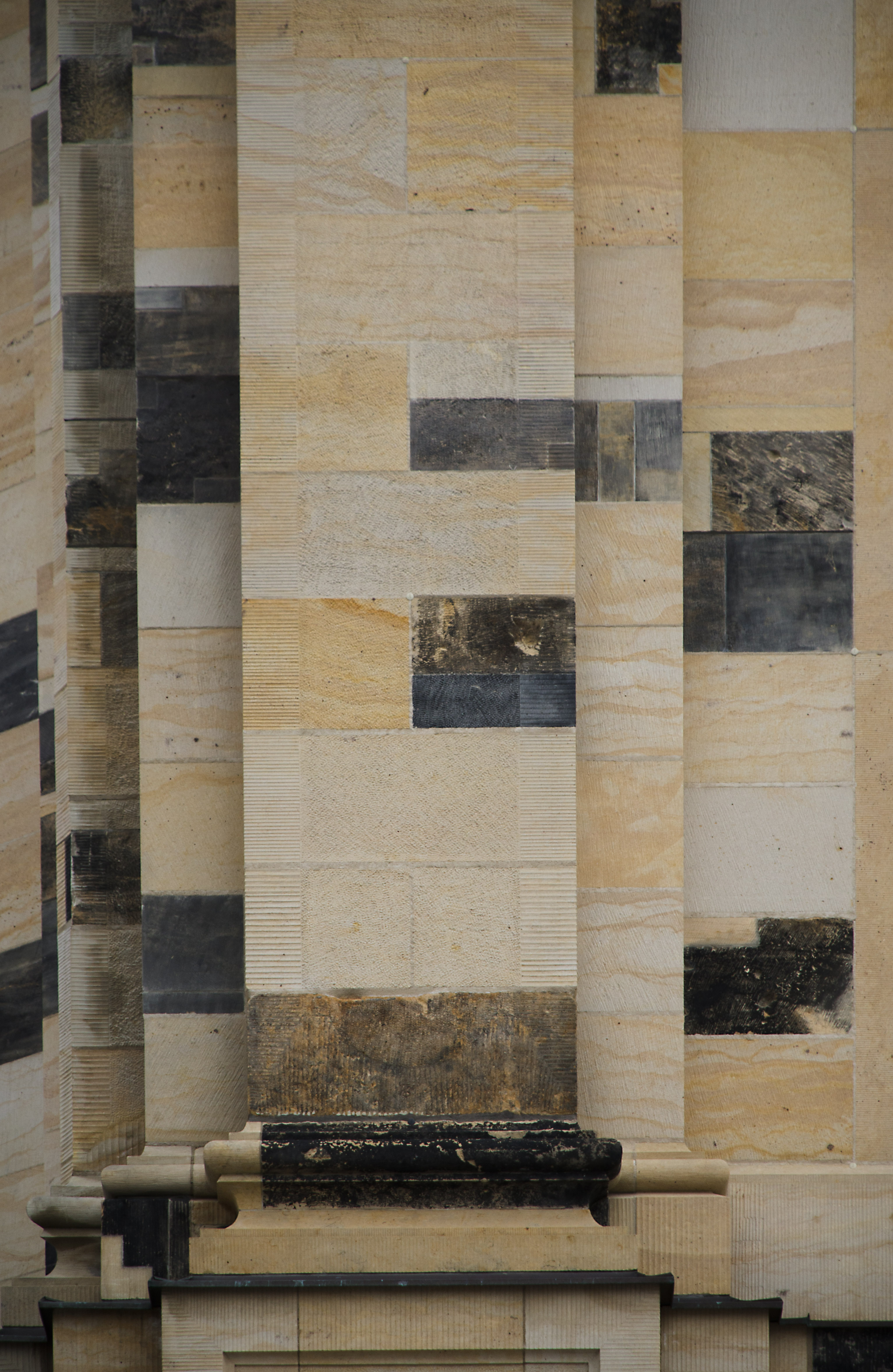
Wechsel von alten und neuen Mauersteinen an der Frauenkirche Dresden

Nach dem Ersten Weltkrieg wurde massiver Mauerstein aus Naturstein vor allem durch Kunststein ersetzt, der auch Stampfbeton genannt wurde. Erstmals in den späten 1920er Jahren verblendeten Natursteinplatten in Deutschland Fassaden. Die produktionstechnischen und industriellen Voraussetzungen für die Herstellung dieser Natursteinplatten wurde durch die Entwicklung von Gattersägen möglich, deren Sägeblätter mit Wasser gekühlt wurden und deren Sägewirkung durch die Beigabe von Stahlsand optimiert wurde. Das massive Natursteinmauerwerk für Großbauwerke wurde zur Geschichte. Der bislang letzte Großbau aus massivem Naturstein in Deutschland, unter teilweiser Verwendung von historischen Werksteinen, war der Wiederaufbau der Frauenkirche Dresden, der 1996 begann und 2005 fertiggestellt werden konnte.

### Haltbarkeit und Wartung

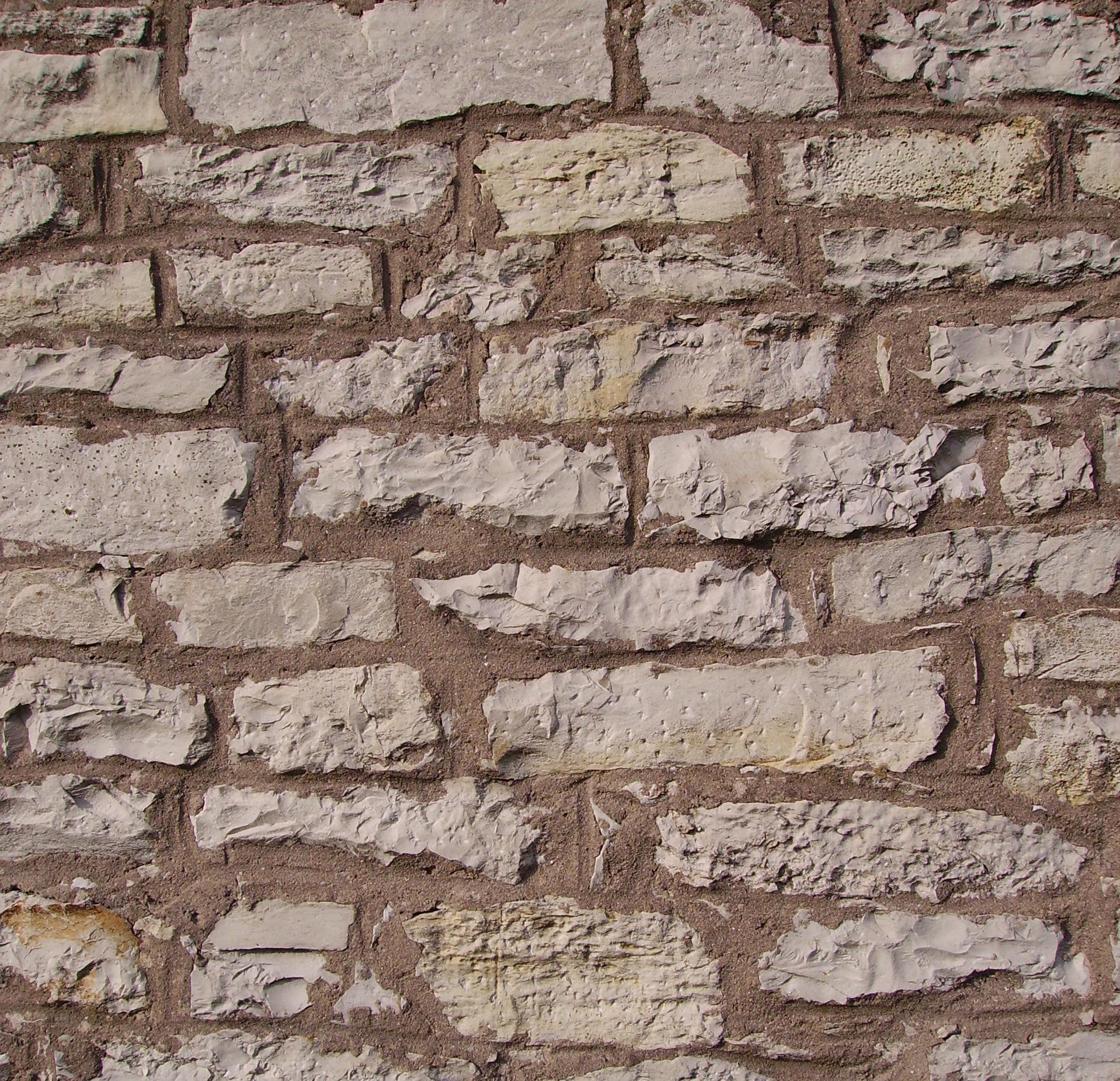
Schichtenmauerwerk mit übergroßen Fugen (verbandelt)

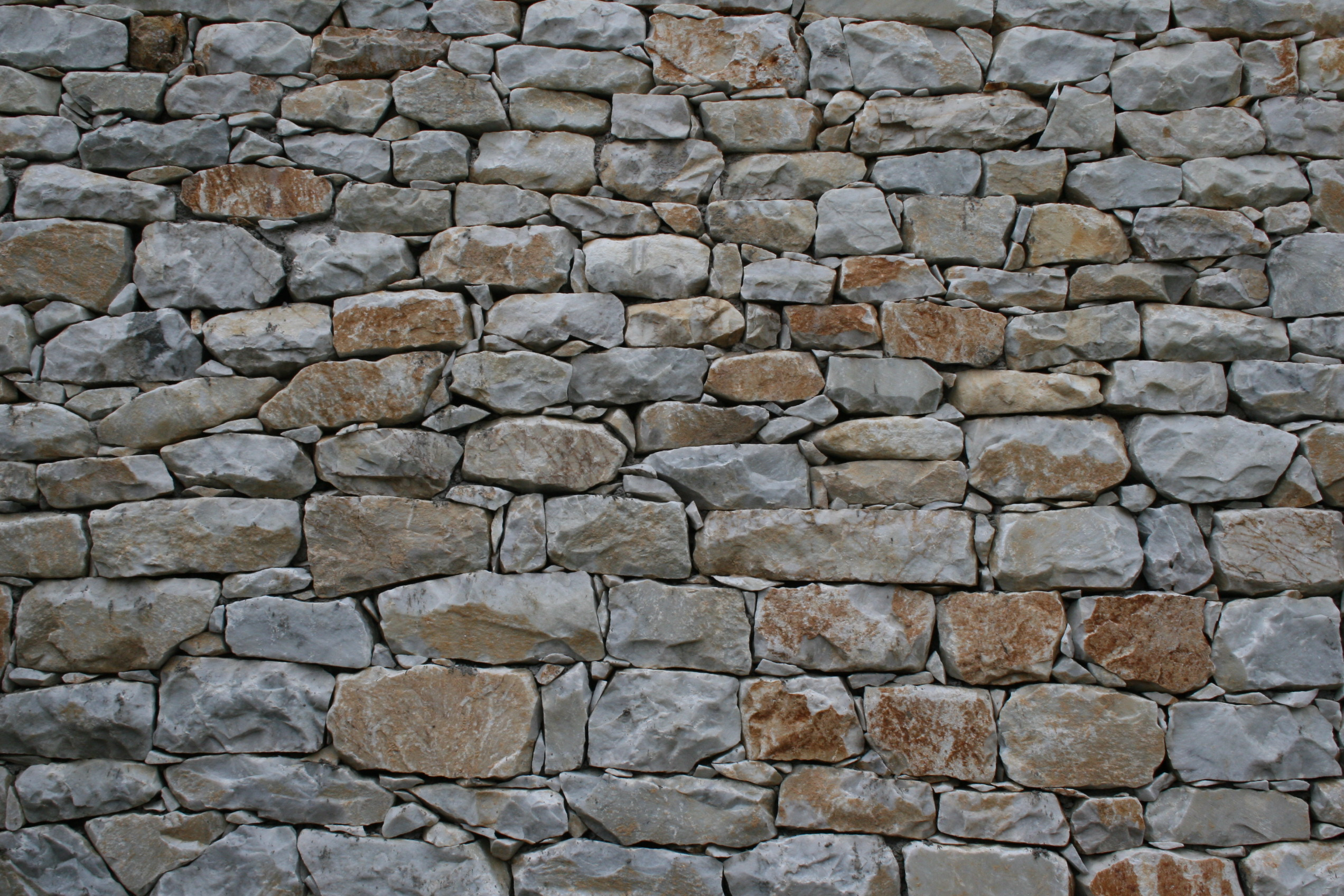
Trockenmauerwerk aus Carrara-Marmor in Colonnata in Italien

Im antiken Rom gab es bereits Haltbarkeitswerte für Baumaterialien. Naturstein war mit einer Haltbarkeit von 45 Jahren bei den Römer vermerkt; die Haltbarkeit betrug also drei Generationen. Wir kennen jedoch Mauerwerke, die Jahrtausende überstanden haben. Das irische Trockenmauerwerk soll bis zu 5.000 Jahre alt sein, der Bau der chinesischen Mauer begann etwa 200 v. u. Z. und ein Großteil dieser Mauer entstand vor 500 bis 700 Jahren.

## Mauerwerksarten

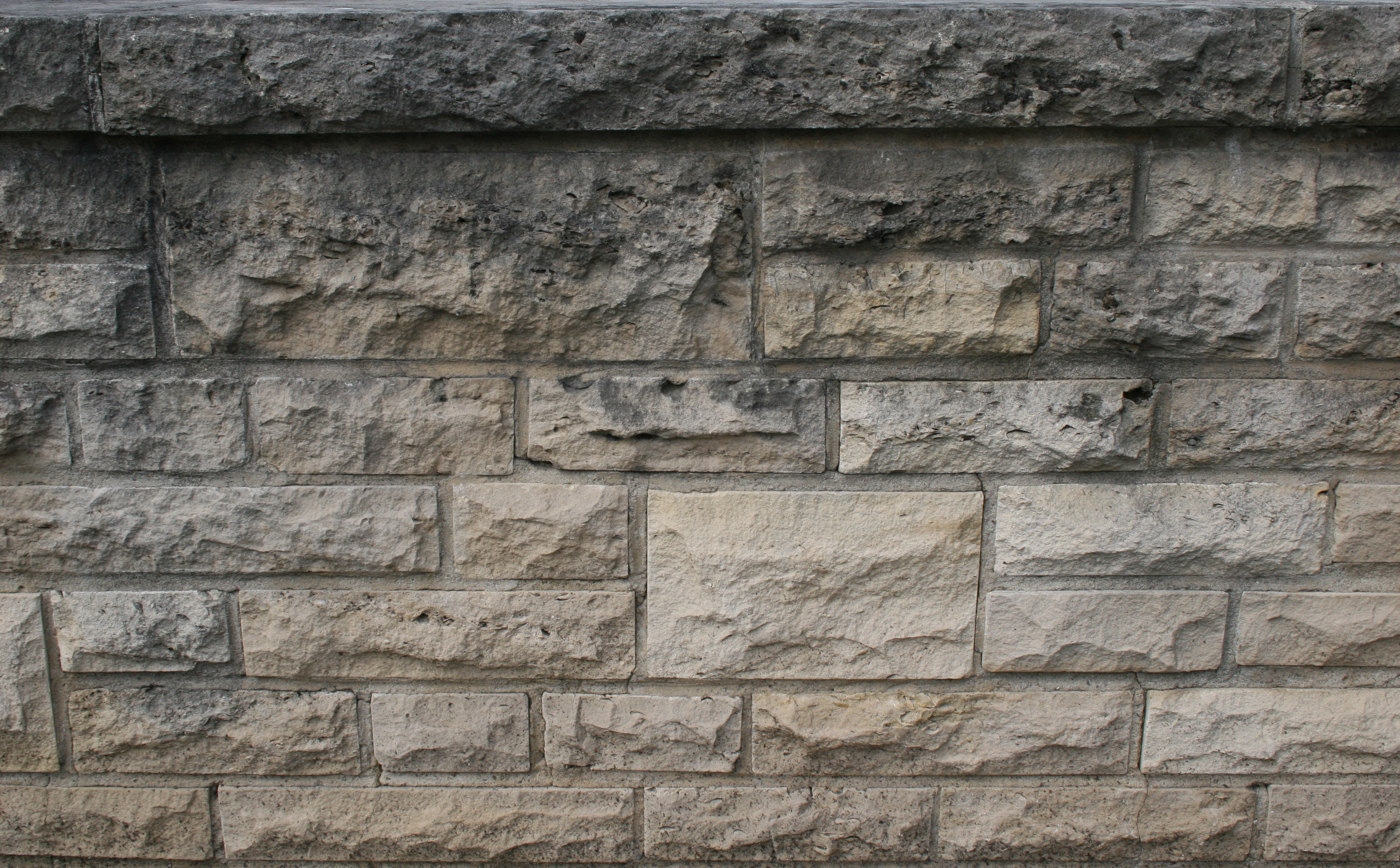
Unregelmäßiges Schichtenmauerwerk

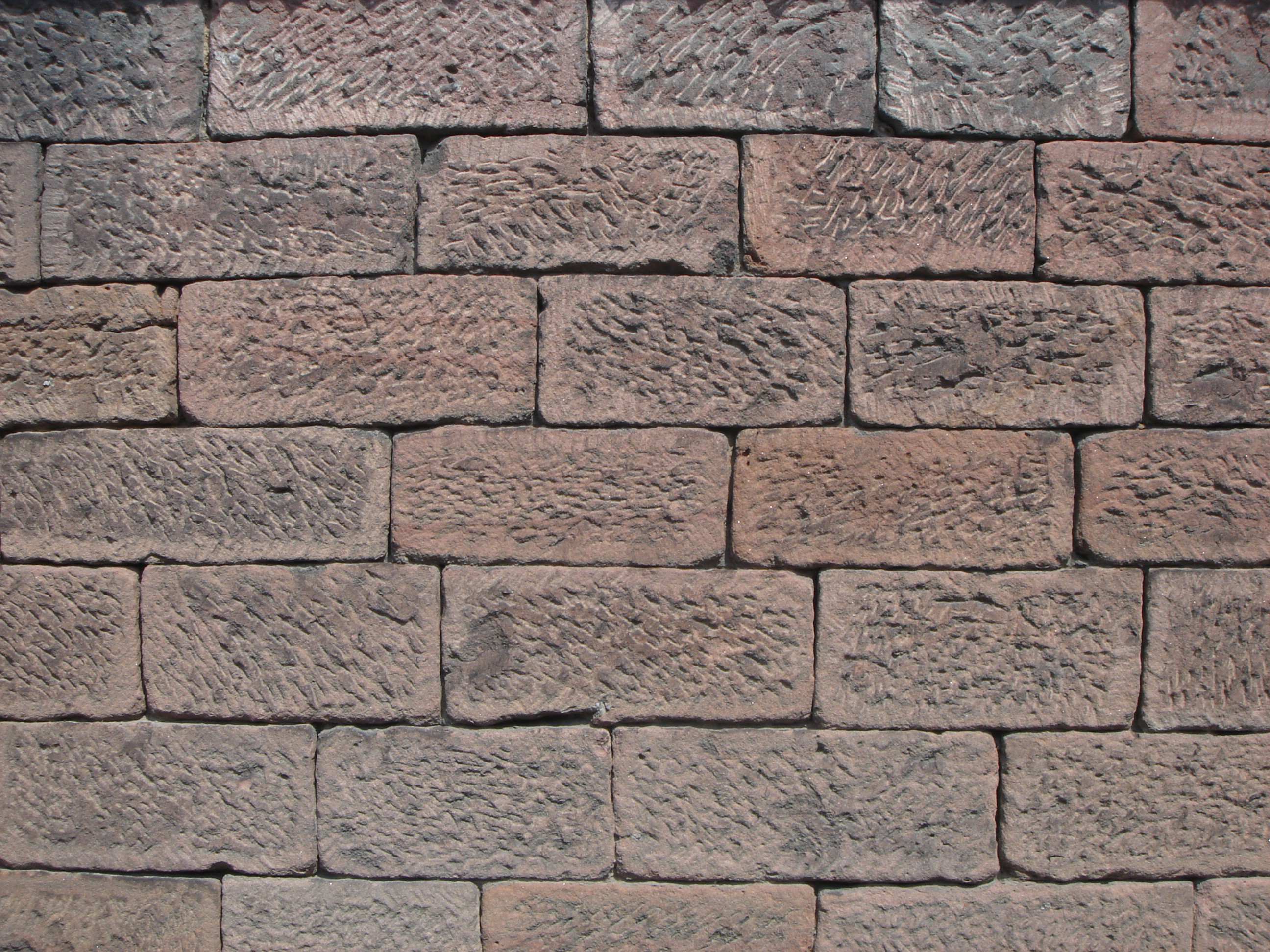
Regelmäßiges Schichtenmauerwerk

Grundsätzlich werden Natursteinmauerwerke nach der Konstruktionsart oder Beanspruchung in Tragende Mauerwerke, Schwergewichtsmauern und Verblendmauerwerke unterschieden.

## Genormte Natursteinmauerwerke
Natursteinmauerwerke sind entsprechend fachlichen Regeln zu erstellen, hierfür gelten Regelungen der DIN und DIN-EN. Die wichtigsten sind: DIN 18330 Mauerarbeiten, DIN 18332 Natursteinarbeiten, DIN EN 771-6 Festlegungen für Mauersteine – Naturstein und weitere DIN EN, die die Bemessung und Konstruktion von Mauerwerksbauten betreffen.
Man unterscheidet Natursteinmauerwerke in Arten und nach ihrem Verband:
- Das Trockenmauerwerk wird ohne Verwendung von Mörtel oder anderen Mitteln, meist unter geringster Bearbeitung der Natursteine aufgebaut. Hohlräume werden durch kleinere Steine ausgefüllt und verbessern dadurch die Standfestigkeit. Es handelt sich entweder um Schwergewichtsmauern oder Begrenzungs- und Gartenmauern, die keine statischen Lasten aufnehmen können. Jeder dritte Mauerstein muss als Binder eingebaut werden. Stoßfugen dürfen nicht über mehr als drei Schichten reichen und es muss eine ausreichende Überdeckung der Stoßfugen gewährleistet sein. Die Steinbreiten sollen mindestens das Doppelte der Steinhöhe erreichen und bei Schichtenmauerwerk muss die Überbindung mindestens 10 cm betragen. An den Ecken der Mauerwerke sollen die größten Steine verbaut sein.[5][6]

- Das Findlingsmauerwerk besteht aus wenig oder kaum bearbeiteten Natursteinen.
- Das Bruchstein-Zyklopenmauerwerk wird als polyedrischen Natursteinen aufgebaut, während das Zyklopenmauerwerk aus wenig bis hammerrechten Naturstein besteht.
- Ein Bruchstein-Schichtenmauerwerk wird mit wenig bearbeiteten Bruchsteine in nahezu horizontalen Lagerfugen im Verband verlegt. Beim Schichtenmauerwerk werden bearbeitete Natursteine verbaut. Die Stein- und Schichthöhen können variieren. Das regelmäßige Schichtenmauerwerk zeichnet sich durch gleiche Steinhöhen in einer Schicht aus. Im unregelmäßigen Schichtenmauerwerken wechseln die Schichten innerhalb mäßiger Abweichungen. Beim hammerrechten Schichtenmauerwerk werden zwei Güteklassen unterschieden: Die Güteklasse N2 erfordert die Bearbeitung der Lager- und Stoßflächen bis zu einer Tiefe von mindestens 120 mm und bei der Güteklasse N3 sind diese Flächen mindestens 150 mm tief bearbeitet.[7]
- Quadermauerwerke sind wie das regelmäßige Schichtenmauerwerk aufgebaut. Allerdings sind beim Quadermauerwerk alle Natursteine in voller Tiefe bearbeitet, die meist mit Steinkreissägen formatiert werden.[8]
- Beim Blendmauerwerk besteht das hintere Wandteil aus Beton mit Verankerungen ins Verblendmauerwerk oder die Natursteine werden im Mauerwerksverband mit den Ziegeln aufgebaut.
- Die Natursteine von Verblendmauerwerke greifen in eine Hintermauerung aus Beton oder Mauersteinen ein. Dabei müssen ein Drittel der Natursteine in die Hintermauerung eingreifen.

## Sonderformen

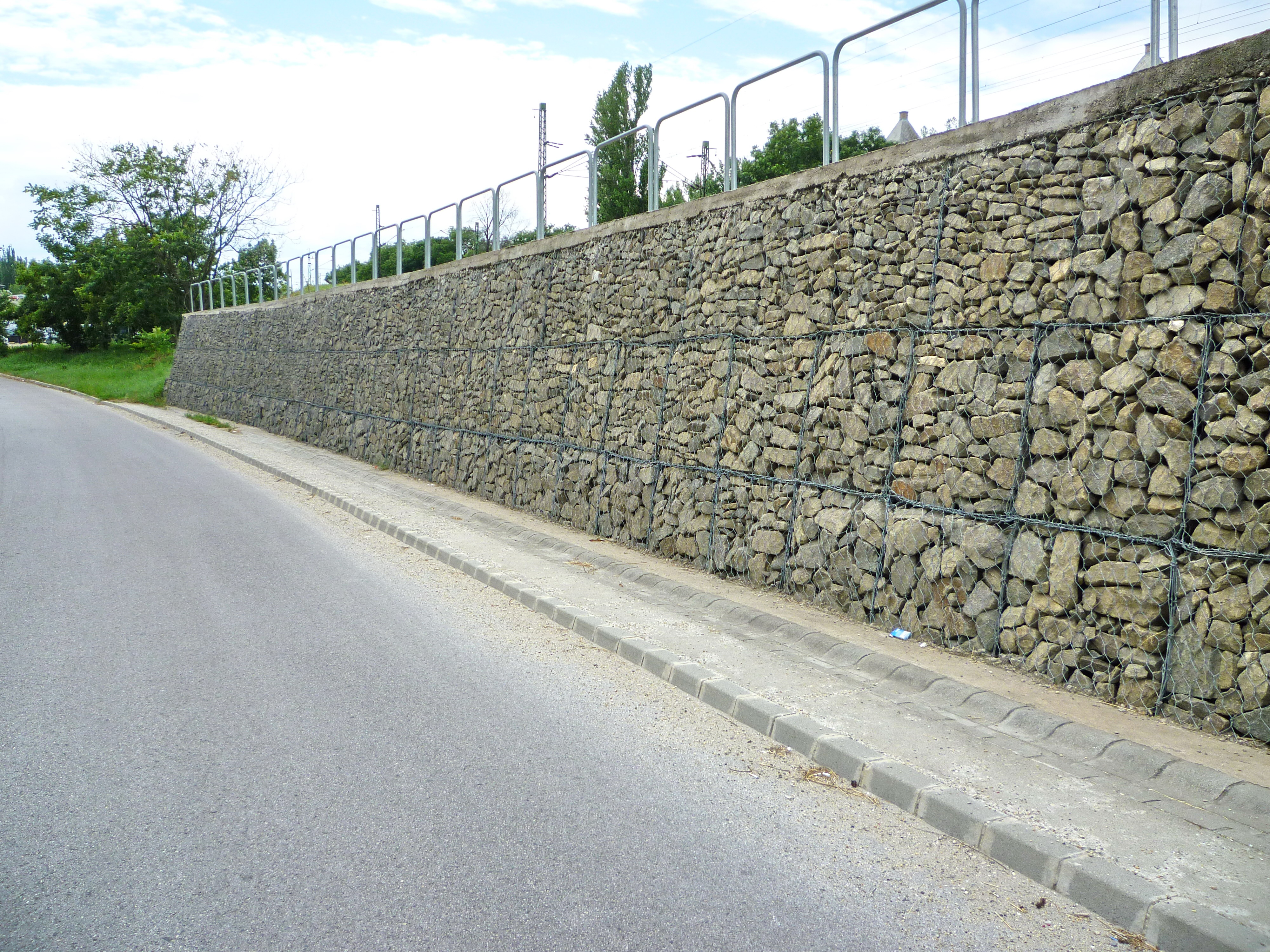
Gabionenwand

- In der Gabione bzw. Steinkorbmauer können nahezu beliebige Natursteine und Materialien in verzinkten Drahtkörben verwendet werden. Für diesen Mauertyp spricht heute vor allem die Wirtschaftlichkeit und der schnelle Aufbau.
- Ein besonderes Naturstein-Mauerwerk ist der sogenannte Friesenwall aus Norddeutschland, der aus Findlingen (die Ober- und Rückseite des Friesenwalls ist teilweise von einer Grasschicht bedeckt) errichtet wird.
- Ferner gibt es das sog. Spaltfindlingsmauerwerk, das im Bundesland Brandenburg aus den in der Mitte gespaltenen Findlingen für Fundamentsockel von Wohnhäusern verbaut wurde und wird.

## Sichtflächen
Die Sichtflächen der Mauersteine werden entweder wie beim Trockenmauerwerk naturbelassen oder mit Handwerkzeugen in unterschiedlichen Techniken bearbeitet, je nachdem ob es sich um Weichgestein oder Hartgestein handelt. Sichtbare Spuren von Bohrlöchern der Steinspaltwerkzeuge und Sägeflächen, die die Steinkreissägen verursachen, sind verpönt. Natursteinmauerwerke zeigen Werkzeugspuren von Spitzeisen, Zweispitz und Sprengeisen bzw. Bossiereisen. Historische Mauerwerke zeigen teilweise Randschläge, die mit dem Schlageisen hergestellt wurden und intensiv handwerklich bearbeitete Sichtflächen (siehe Abbildung Regelmäßiges Mauerwerk).

## Steintechnik
Die Mauersteine, die gegen das Lager eingebaut werden, neigen zu schalenförmigen Abplatzungen. Denn alle Natursteine haben ein sogenanntes Lager, das je nach Gestein unterschiedlich fest ausgeprägt ist. Am stärksten gelagert und verwitterungsgefährdet sind die Ablagerungsgesteine in Natursteinmauern. Diese Gesteine, die oberflächennah als Lesesteine am häufigsten in Deutschland zu finden sind, werden zumeist verbaut. Ein Lager ist eine Schichtung, in die Wasser eindringen kann. Bei Frost erzeugt das gefrierende Wasser eine Volumenvergrößerung um bis zu 9 %, die Folge sind Drücke, die den Naturstein oberflächennah schalenförmig abspalten können.

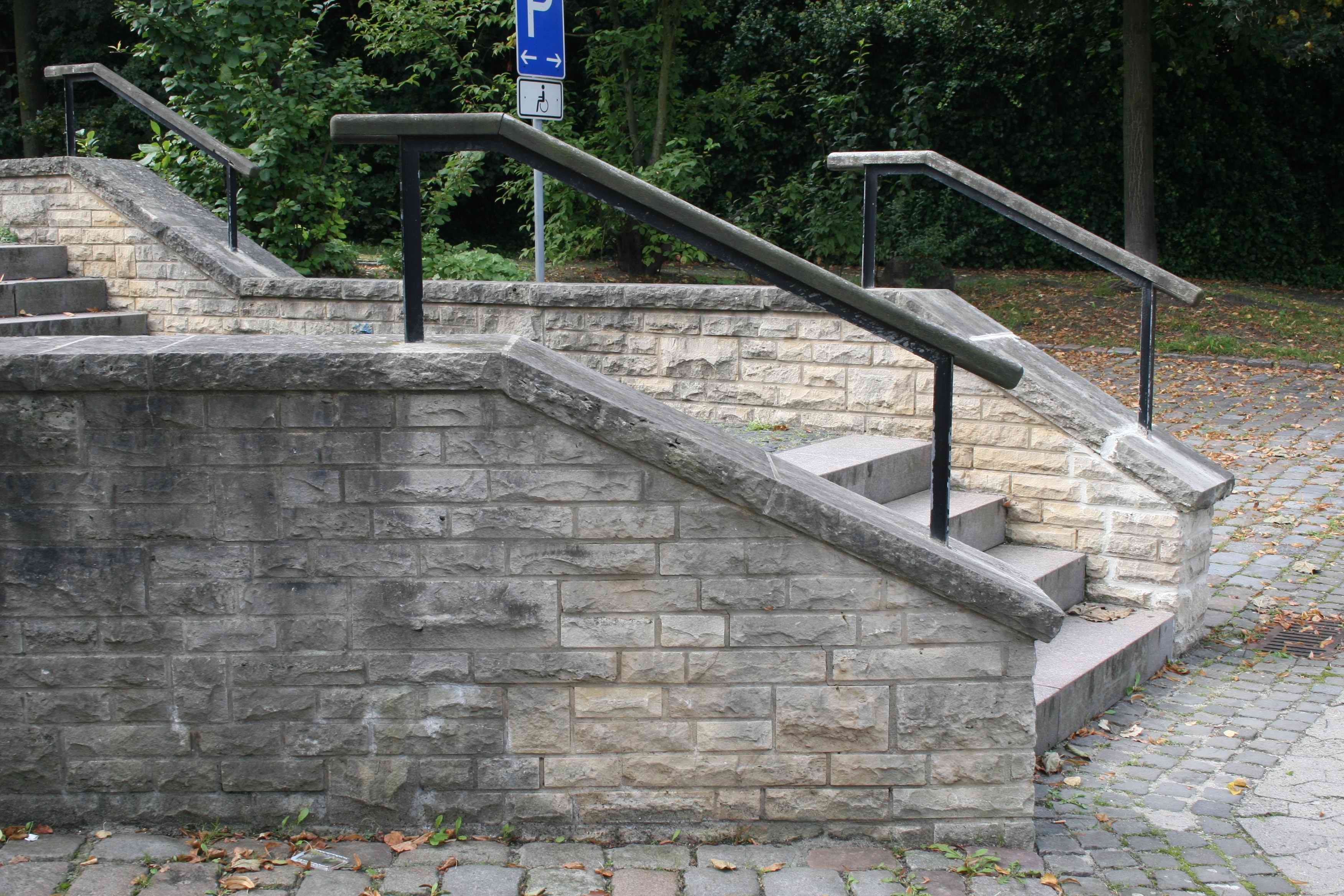
Mauerwerksabdeckung

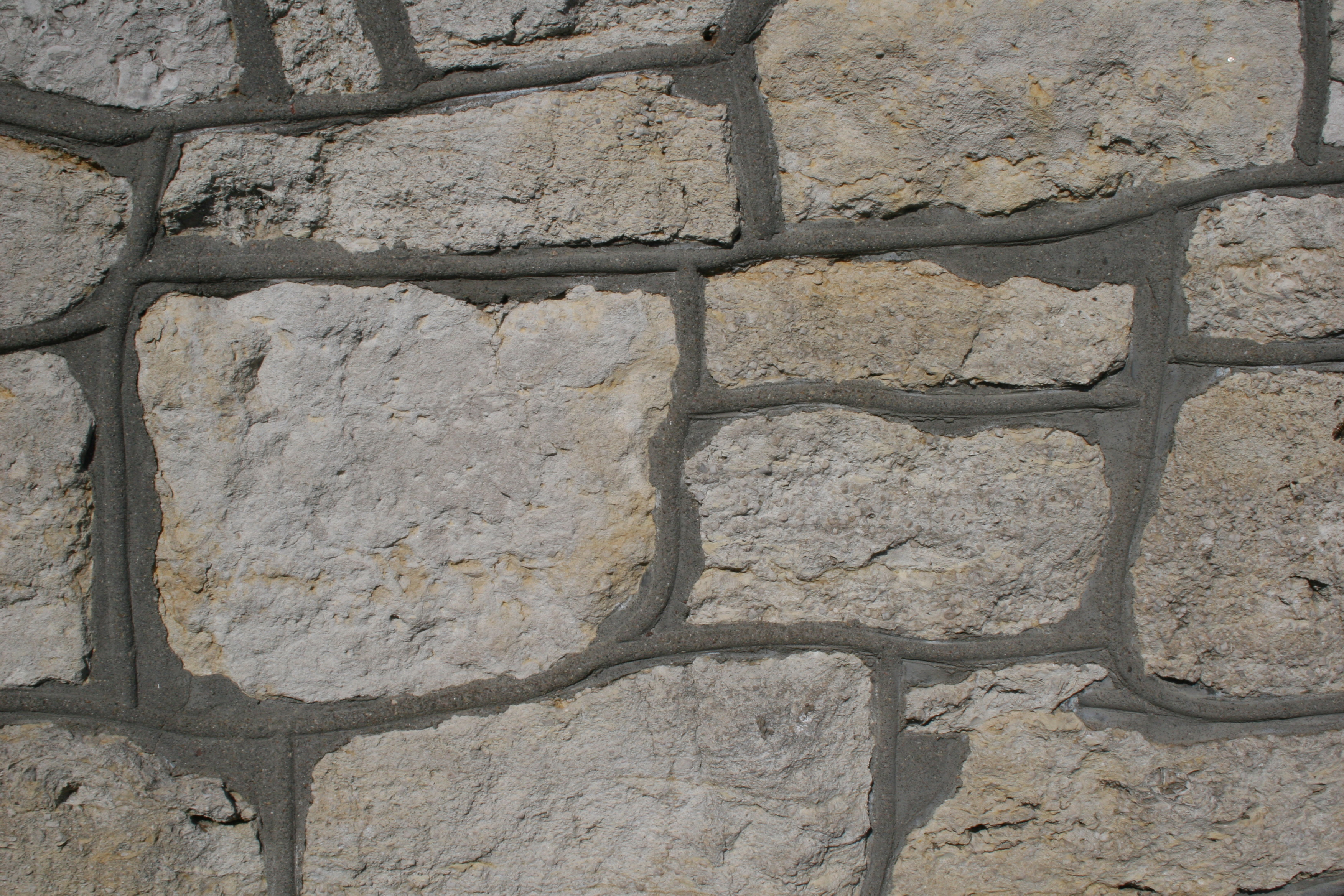
Bruchsteinmauerwerksfugen mit sog. Wurstfugen

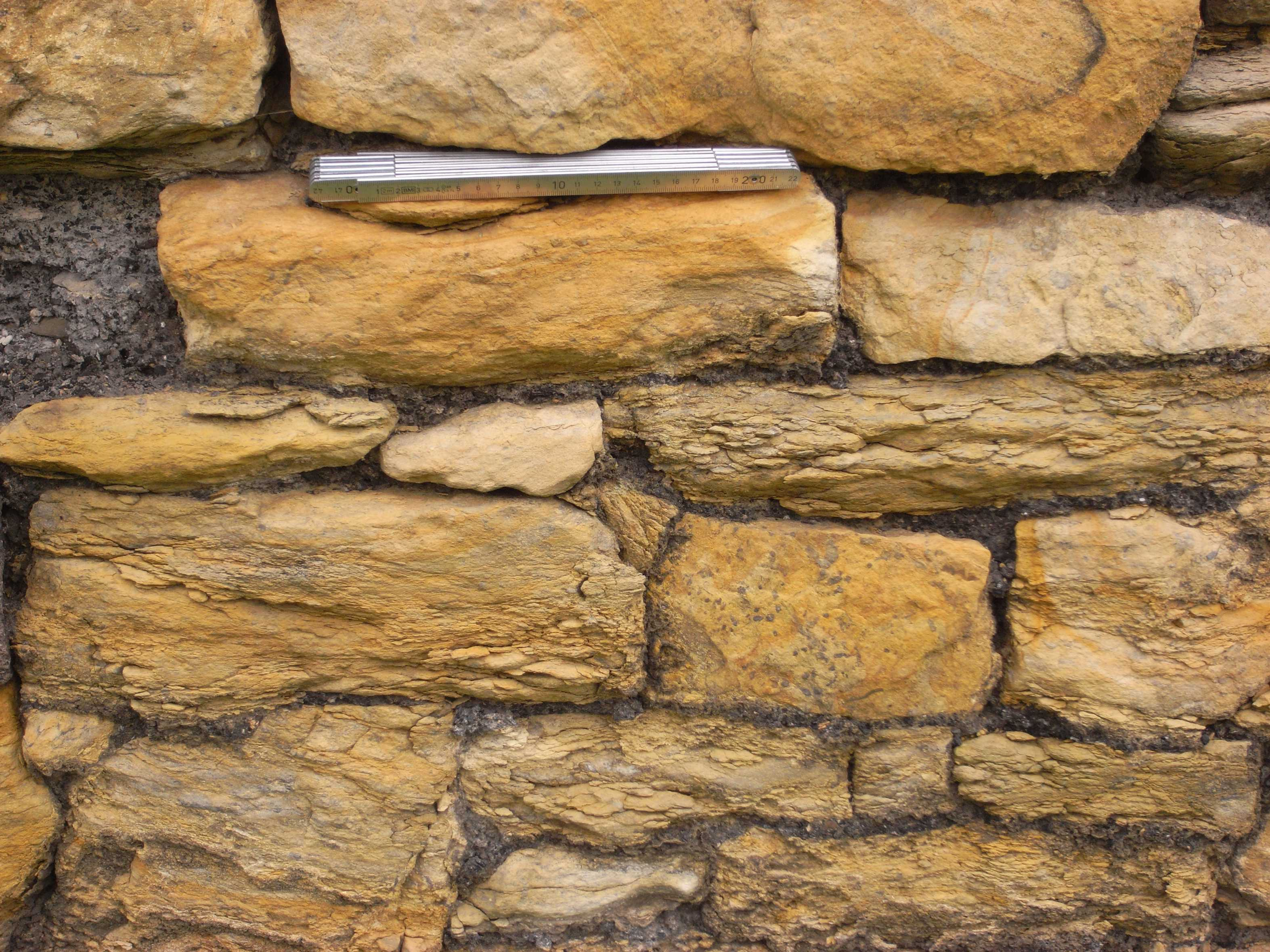
Mauerwerk aus Pläner mit deutlichen Spuren der Verwitterung und abgängigen Fugen

Das Aufmörteln von Mauerwerk mit Lesesteinen kann zu Ausblühungen von Salzen führen, da diese Steinen Säuren, wie z. B. Huminsäuren, enthalten können. Natursteine aus Steinbrüchen führen normalerweise keine Salze. Beim Aufbau der Natursteinmauern, die aufgemörtelt werden, wird entweder Baukalk oder Trasszement verwendet. Ein Mauerwerk aus Naturstein kann im Zuge des Aufbaus verfugt werden. Bei einem späteren Ausfugen, nach dem Aushärten des Versetzmörtels, kann der speziell angemischte Fugmörtel weicher eingestellt werden. Dadurch wird erreicht, dass bei Verwitterungsprozessen die Fugen verschleißen und nicht die Mauersteine. Fugen sind von Zeit zu Zeit zu überprüfen und Fehlstellen zu ergänzen.
Mauerwerksabdeckungen durch Natursteinplatten, Dachziegel oder eine Verblechung schützen gegen eindringendes Wasser und behindern Ausblühungen. Abdeckungen verhindern des Weiteren Pflanzenbewuchs, denn Pflanzenwurzeln erzeugen Sprengdruck und können Mauerwerk schädigen.

### Gestaltungsregeln
Die größten Mauersteine werden aus statischen und optischen Gründen am Fuß und an den Ecken der Mauern verbaut. Kreuzfugen werden beim Aufmauern vermieden. Dies gilt ebenso für drei Fugen, die senkrecht an einen Mauerstein stoßen. Die Mauersteinlänge ist begrenzt, sie sollte maximal das Vier- bis Fünffache der Mauersteinhöhe betragen. Überlange Steine sind besonders im Trockenmauerwerk bruchgefährdet. Naturstein hat exzellente Druckfestigkeitswerte und schlechte Biegezugwerte. Mauersteine, die hochkant eingebaut werden, nennt man „Aufsteller“. Sie sollten vermieden werden, da sie ebenso wie quadratische Formate nachteilig für die Herstellung eines dauerhaften Mauerwerksverbands sind.
Die DIN 18332 für Naturstein schreibt vor, dass Mörtelfugen in Mauerwerken möglichst gleich breit angelegt werden und maximal 1 cm breit sein sollen. Die Fugen beim aufgemörtelten Bruchsteinmauerwerk dürfen eine Breite von 3 cm nicht überschreiten. Beim Vorhandensein von zu breiten Fugen wird vom Verbandeln gesprochen.

### Fugen
Die entscheidende Rolle hinsichtlich der Haltbarkeit der Mauern spielt die Qualität mineralischer Fugen, diese sollen verschleißen und nicht der Stein. Die anerkannten Regeln der Technik für Mauerwerke lauten: Grundsätzlich sollte die Fuge weicher als der Mauerstein sein. Optimale Mischungsverhältnisse von Bindemittel (Kalk, Trasszement) zu Zuschlagstoff (Fugsand) für Fugen sind 1:4 bis 1:5. Das Nachbessern der Fugen gilt als Wartungsaufgabe für die Besitzer. Die mineralische Fuge soll im Normalfall bei der Anfertigung eine leichte Hohlkehle bilden (beim Bruchsteinmauerwerk können Schattenfugen gebildet werden). Dies wird durch den Einsatz eines Gartenschlauchs erreicht, mit dem über die neu angefertigte Fuge gezogen wird. Nach dem Einsatz des Gartenschlauchs wird die glatte Fuge wieder aufgeraut, denn sonst erfährt die Fuge eine Bindemittelanreicherung an der Oberfläche. Zusätzliche und unerwünschte Oberflächenhärte der Fuge kann neben Rissen zu unerwünschten Abplatzungen der Steinkanten führen. Vorhandene Fugen sind alle 5 bis 10 Jahre zu überprüfen und defekte Fugen sind zu erneuern.

### Steinauswahl
Hartgesteine haben erheblich längere Haltbarkeiten als Weichgesteine. Hartgesteine sind normalerweise teurer als Weichgestein und sind aufwändiger zu bearbeiten. Dennoch ist der Unterschied hinsichtlich der Haltbarkeit marginal, da die Weichgesteine lediglich oberflächennah verwittern und das spielt bei den rauen Oberflächen eine zu vernachlässigende Rolle. Für das Versetzen von Mauern mit Mörtel je m² muss man mit etwa 6 bis 8 Stunden Aufwand rechnen. Die Versetzkosten sind der größten Posten hinsichtlich einer Kostenplanung der Mauerwerke. Bruchsteine sind relativ preisgünstig, Lesesteine kosten personellen Sucheinsatz. Das aufwendigste und teuerste Mauerwerk ist das Quadermauerwerk.
Für Gartenmauern wird häufig auf regional verfügbare Steinsorten zurückgegriffen. Bei Trockenmauern spielen entstehende Verwitterungsprobleme der Mauersteine eine völlig nachgeordnete Rolle. Für Mauerwerke sind im Prinzip alle Gesteine geeignet, denn die Mauersteine haben die längste Haltbarkeit der am Mauerwerk beteiligten Komponenten wie Fundament und Mörtel.
Liegt eine gemauerte Natursteinmauer unmittelbar an einem Gehweg, sollte auf das Salzstreuen bei Schnee und Eis völlig verzichtet werden, da sich Salzlaugen bilden, die in die Fugen und in die Poren der Steine eindringen können. Die Salzbildung zieht beim Austrocknen eine Volumenvergrößerung nach sich, die die Fugen und die Weichgesteine angreifen kann. Es sollte, um dies zu vermeiden, nur mit Granulaten bei Rutschgefährdungen an Mauerwerken gestreut werden. In den Mauerfugen und an den Mauerfüßen aufkommende Gehölze sollten schon als Jungpflanzen entfernt werden, da ihre Wurzeln und Stämme die Mauern sprengen können.

### Fundamentregeln
Allenfalls ein Trockenmauerwerk, z. B. als Gartenmauer, kann ohne größere Fachkenntnis hergestellt werden. Alle anderen oben genannten Mauerwerksarten können normalerweise nur von ausgebildeten Fachleuten hergestellt werden.
Bis zu 1,20 m Höhe brauchen Trockenmauern kein Fundament, sondern der Boden kann festgerammt werden. Das Höhen- zu Seitenverhältnis beträgt 3:1, das heißt, dass eine Trockenmauer von 120 cm Höhe an ihrem Fuß mindestens 40 cm breit zu sein hat. Von 1,20 m bis 1,50 m Mauerhöhe benötigt eine Trockenmauer ein 30 bis 40 cm tiefes Fundament aus Kies oder Schotter. Das Fundament sollte links und rechts ca. je 10 cm breiter als die Mauer sein. Über 1,50 m Höhe sind statische Berechnungen erforderlich, die die Geländebeschaffenheit und die Bodenverhältnisse berücksichtigen.

## Normen
- EN 771, Natursteine für Mauerwerke
- Deutschland: DIN 1053-1 Mauerwerk, Berechnung und Ausführung
- Schweiz: SIA 266, Mauerwerk

## Natursteinmauern als Biotope

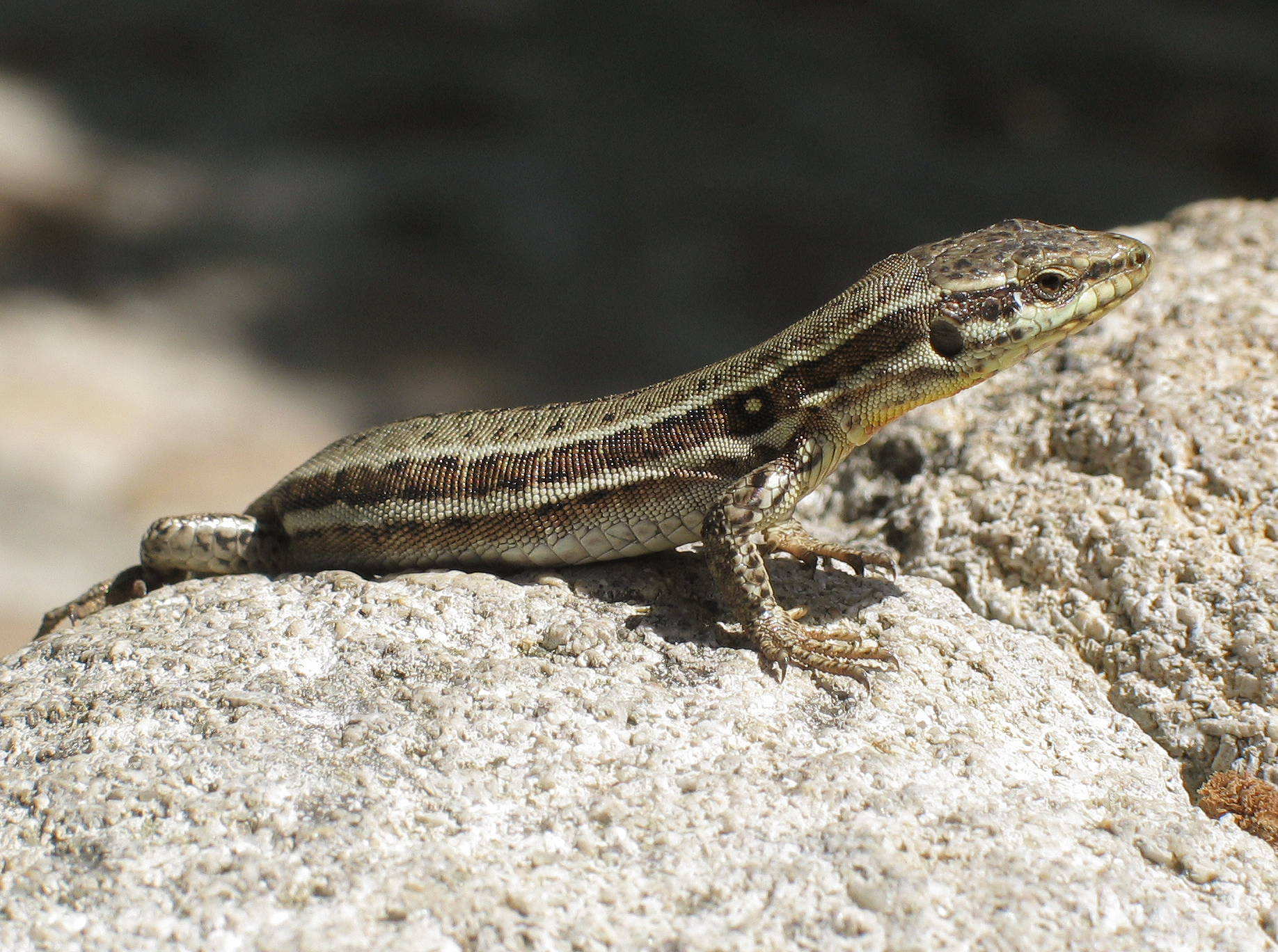
Mauereidechse

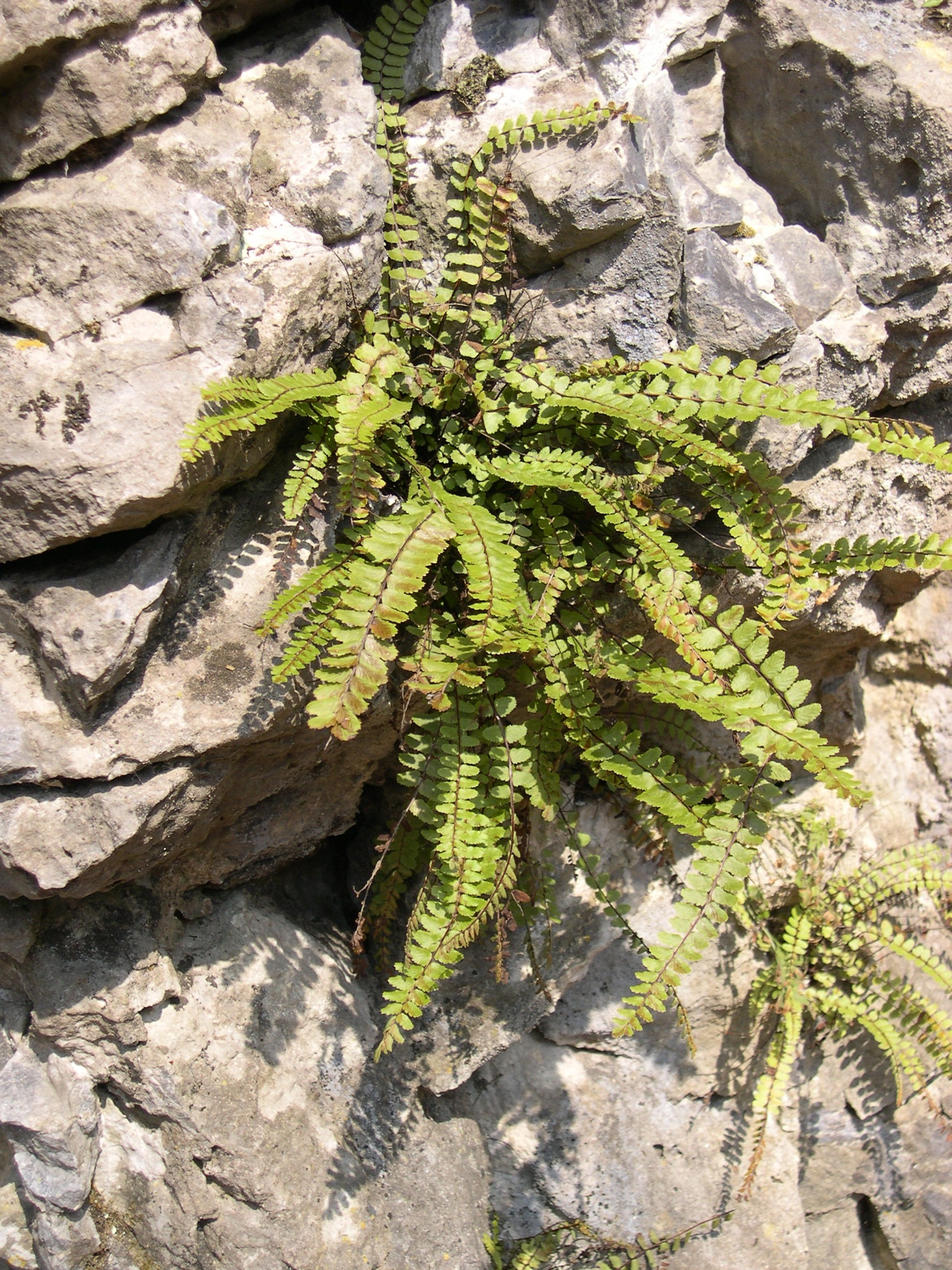
Braunstieliger Streifenfarn

Heute zählen alte, bewachsene Natursteinmauern zu den wertvollsten Biotopen innerhalb der Siedlungsbereiche: Zum einen beherbergen die alten Mauern konkurrenzschwache Spezialisten, deren primäre Lebensräume – Felsspalten – von Natur aus sehr selten sind, zum anderen sind ihre Lebensgemeinschaften über Jahrhunderte „gereift“, was den langsam wachsenden Mauerritzenpflanzen, ebenso Tierarten mit engem Aktions- und Ausbreitungsradius, entgegenkommt. Als Faustregel gilt, dass erst 100 bis 500 Jahre alte Mauern optimal entwickelte Mauerfugen-Gesellschaften tragen. Alte mit Kalkmörtel verfugte Natursteinmauern gelten in vielen Bundesländern, z. B. in Nordrhein-Westfalen, ebenso wie in Lehm gesetzte oder in Trockenbauweise errichtete Mauern einschließlich ihrer übererdeten Mauerkronen als stark gefährdeter Biotoptyp. Aus Gründen des Arten- und Biotopschutzes sollten alte Natursteinmauern erhalten bzw. vorsichtig ausgebessert werden. Dabei ist am besten abschnittweise über mehrere Jahre vorzugehen und Kalkmörtel statt Zementmörtel zu verwenden. Keinesfalls sollten Erdauflagen von Mauerköpfen entfernt werden. Um den Sanierungsbedarf der Mauern zu reduzieren, sind in den Fugen aufkommende Gehölze schon als Jungpflanzen zu entfernen, da ihre Wurzeln und Stämme, anders als krautige Pflanzen, bedingt durch das sekundäre Dickenwachstum die Mauern sprengen können.
Charakteristische Pflanzen der Mauerfugen sind in Mitteleuropa vor allem die Mauerraute (Asplenium ruta-muraria) an voll besonnten Partien, Braunstieliger Streifenfarn (Asplenium trichomanes) an halbsonnigen und schattigen Abschnitten und Zerbrechlicher Blasenfarn (Cystopteris fragilis) an vollschattigen, feuchtkühlen Stellen. Auch einige verwilderte Zierpflanzen, die mittlerweile als eingebürgert gelten, leben an alten Mauern, beispielsweise das lila blühende Mauer-Zimbelkraut (Cymbalaria muralis) oder Gelber Lerchensporn (Corydalis lutea). Wo sich auf Mauerköpfen Feinerde sammelt, siedeln trockenresistente Pflanzen wie Fetthenne- und Steinbrech-Arten (Sedum- und Saxifraga-Arten).
Zur charakteristischen Fauna der vermörtelten Natursteinmauern gehören besonders Gehäuseschnecken sowie solitär lebende Hautflügler, wie Ameisen, Bienen und Wespen. In Trockenmauern wärmebegünstigter Gebiete, etwa den Weinbergmauern im Mittelrhein- und Moseltal, leben Reptilien wie Mauereidechse und Schlingnatter.

## Bekannte Natursteinmauern
- Chinesische Mauer: Gesamtlänge ca. 7.200 km
- Limes in Deutschland: 548 km lang
- Hadrianswall in England: 120 km lang
- Klagemauer: 48 m lang und 18 m hoch

## Bilder von Natursteinmauern

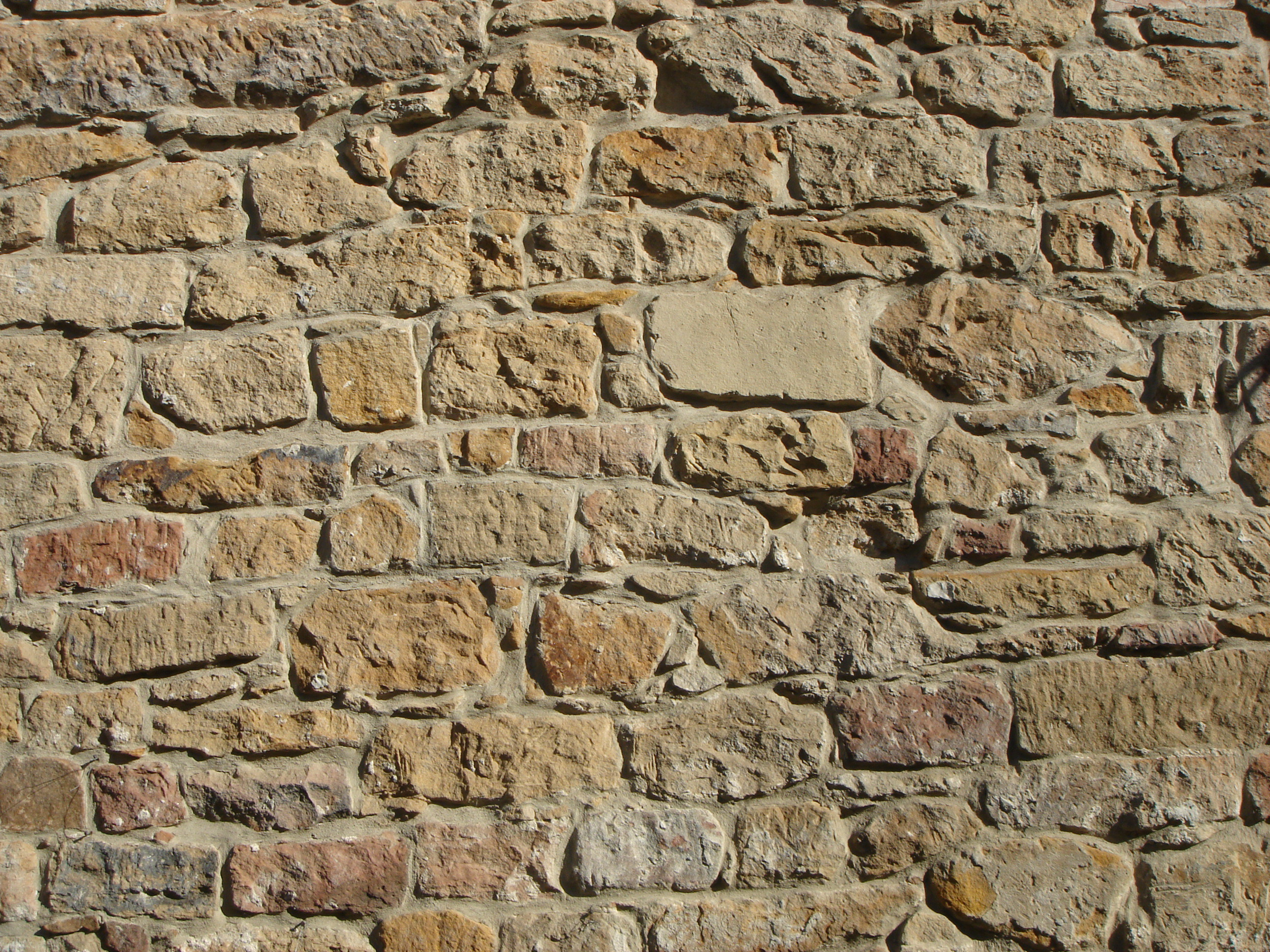
Bruchsteinmauerwerk in Deidesheim mit Sägestück
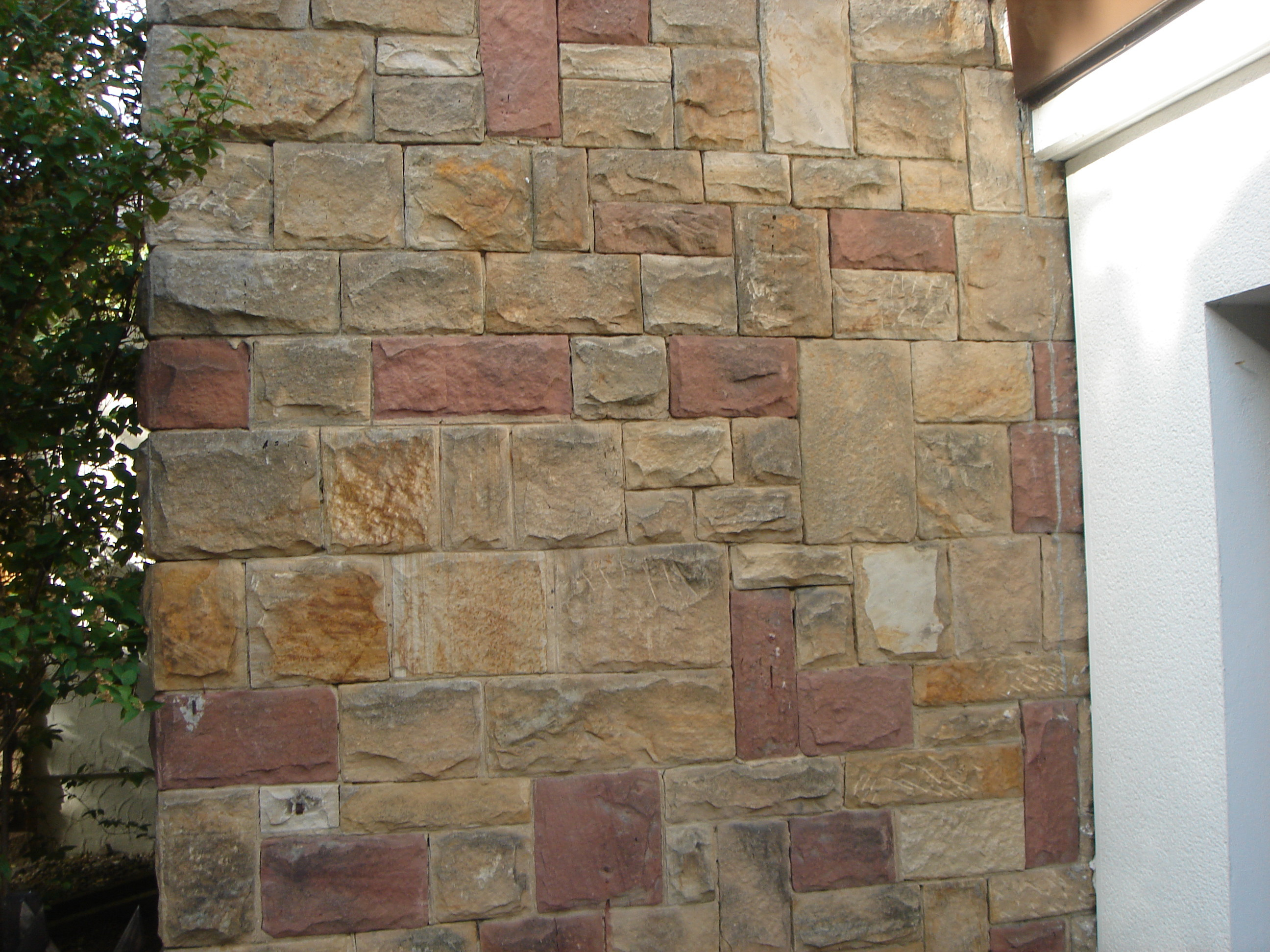
Unregelmäßiges Schichtenmauerwerk in Deidesheim
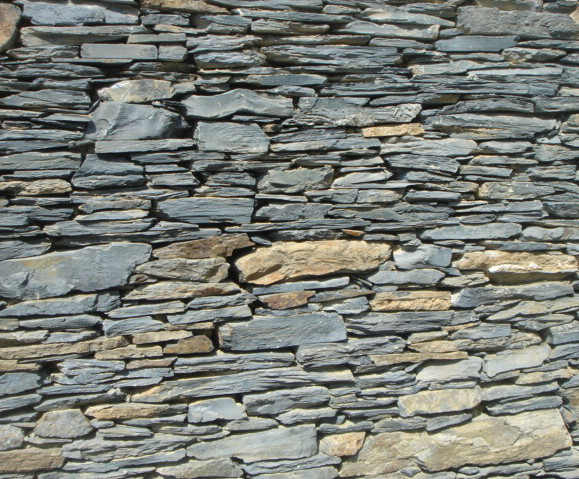
Schiefermauerwerk in Italien bei Genua
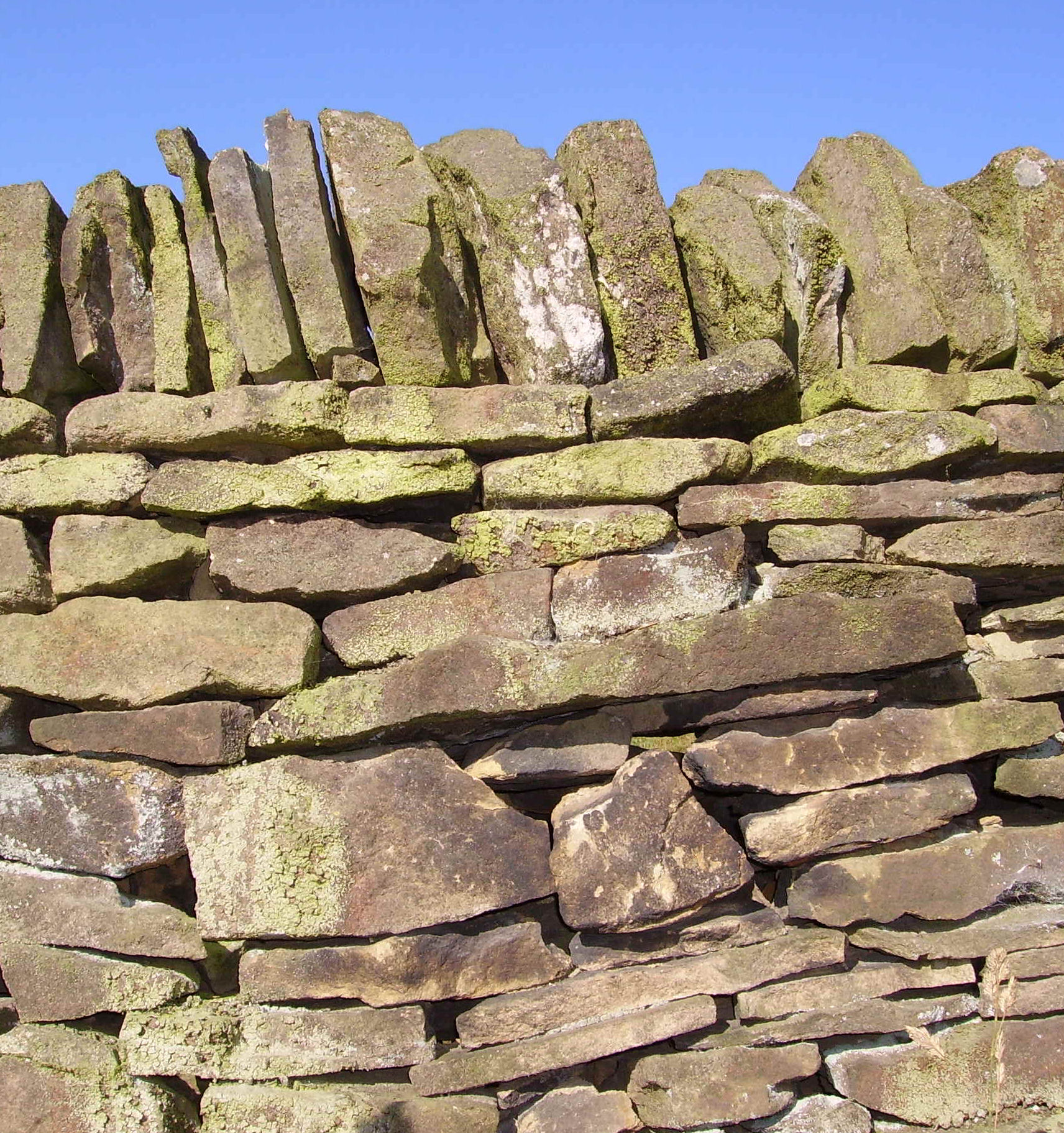
Trockenmauer in North Yorkshire mit ausgeprägter „Mauerkrone“
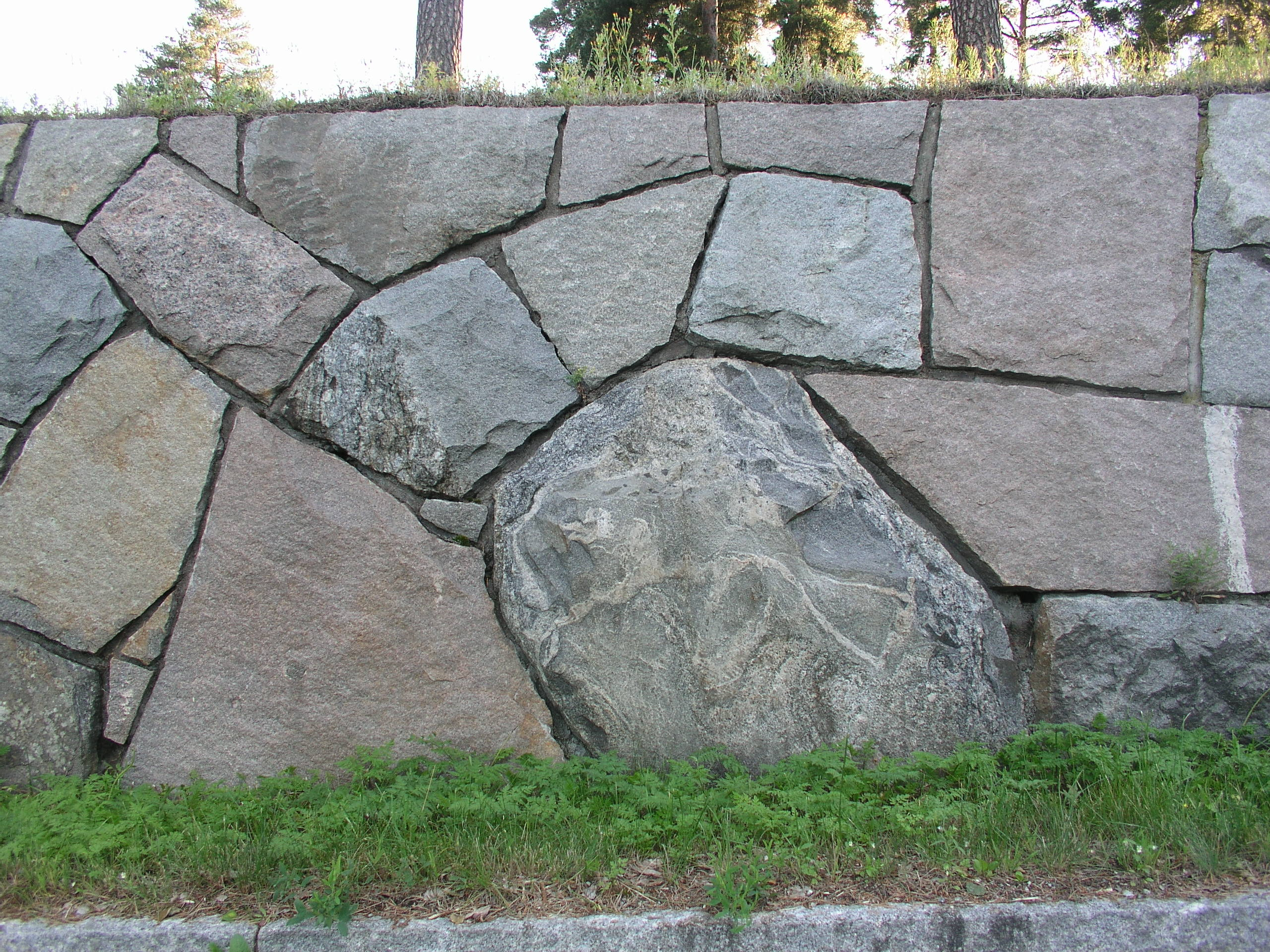
Zyklopenmauerwerk mit stark abweichenden Steingrößen, Schweden
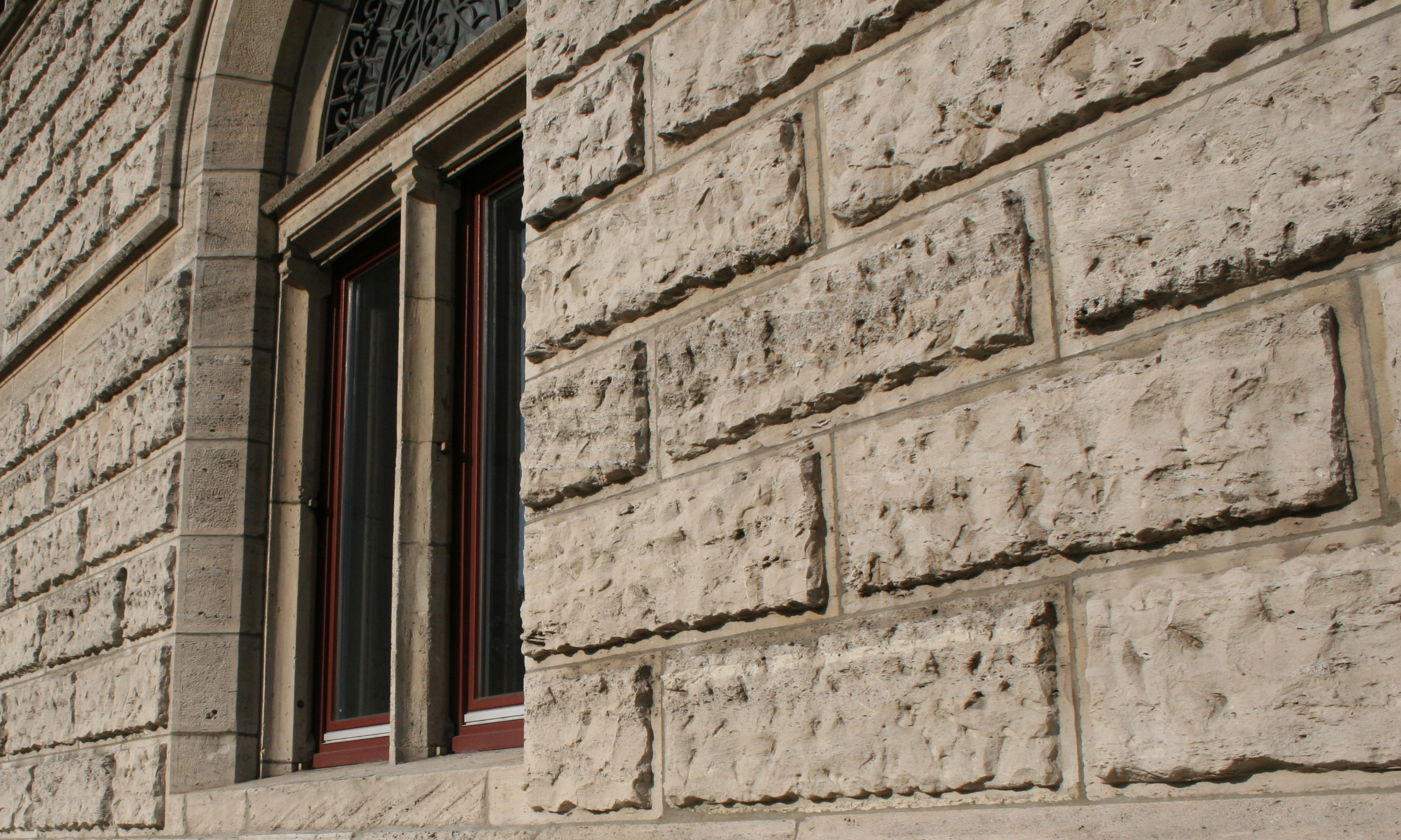
Bossenmauerwerk mit Randschlag aus Braunschweig
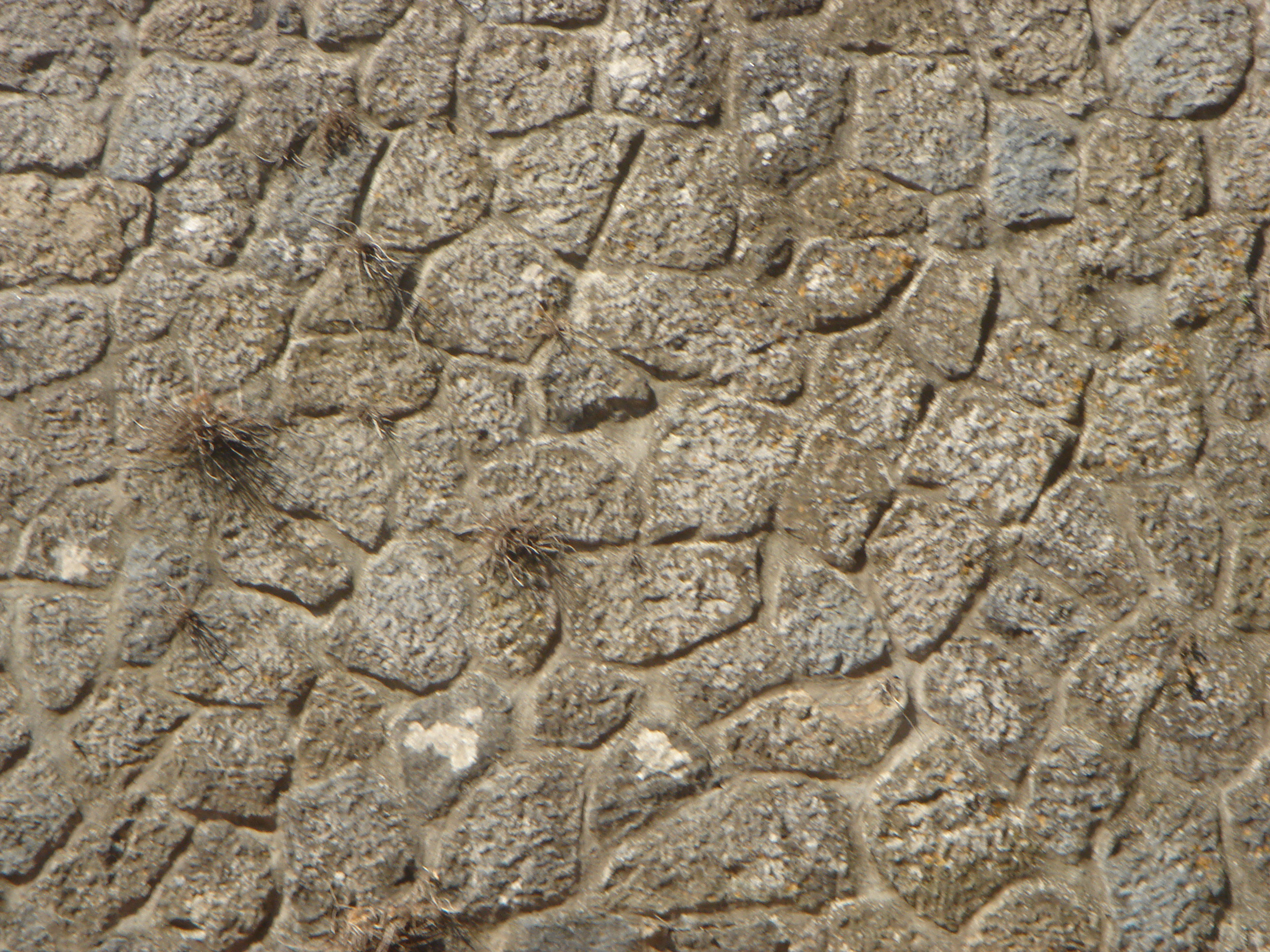
Mauerwerk in Bolsena (Italien)
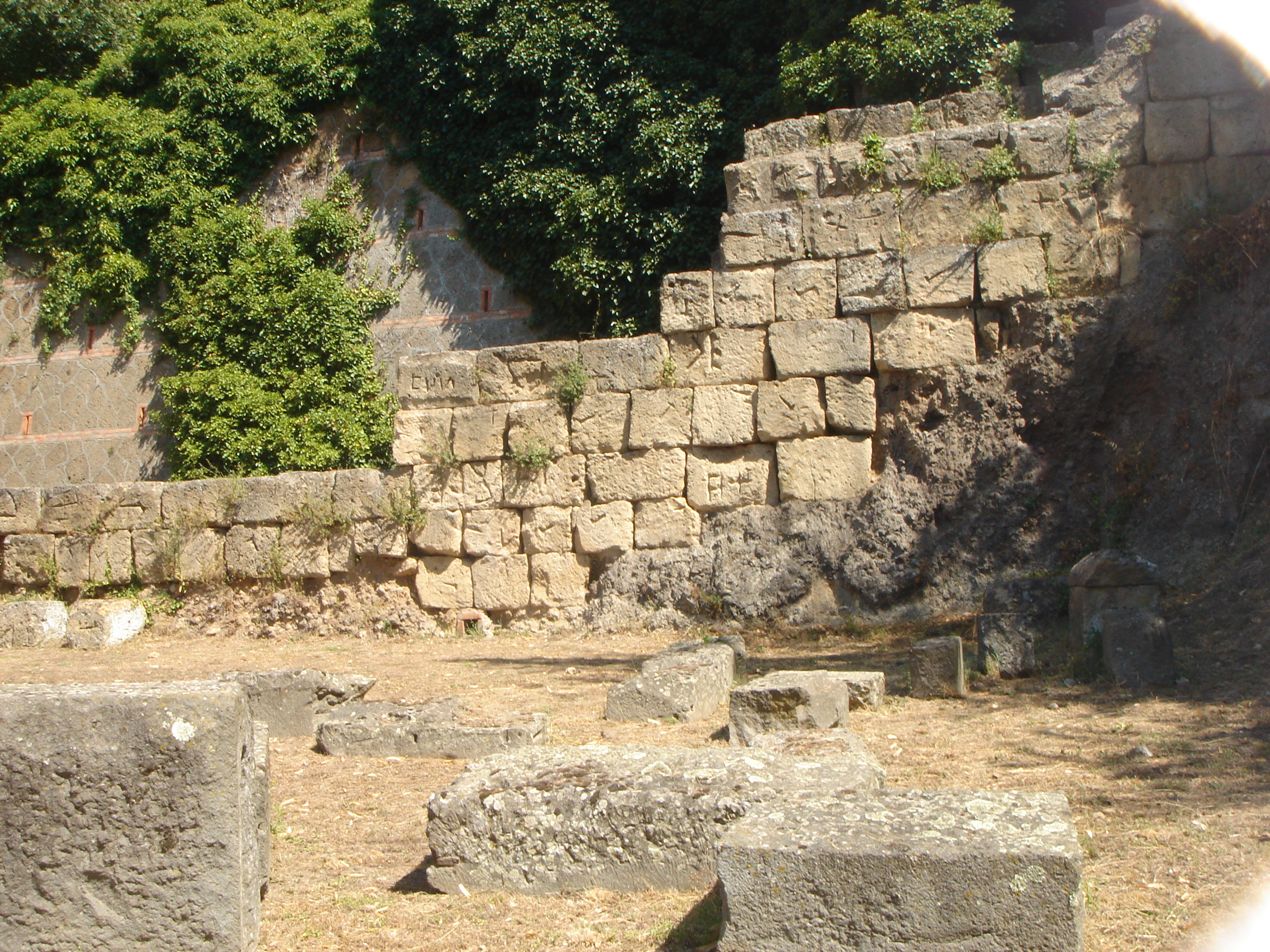
Mauer aus der Zeit der Etrusker in Bolsena
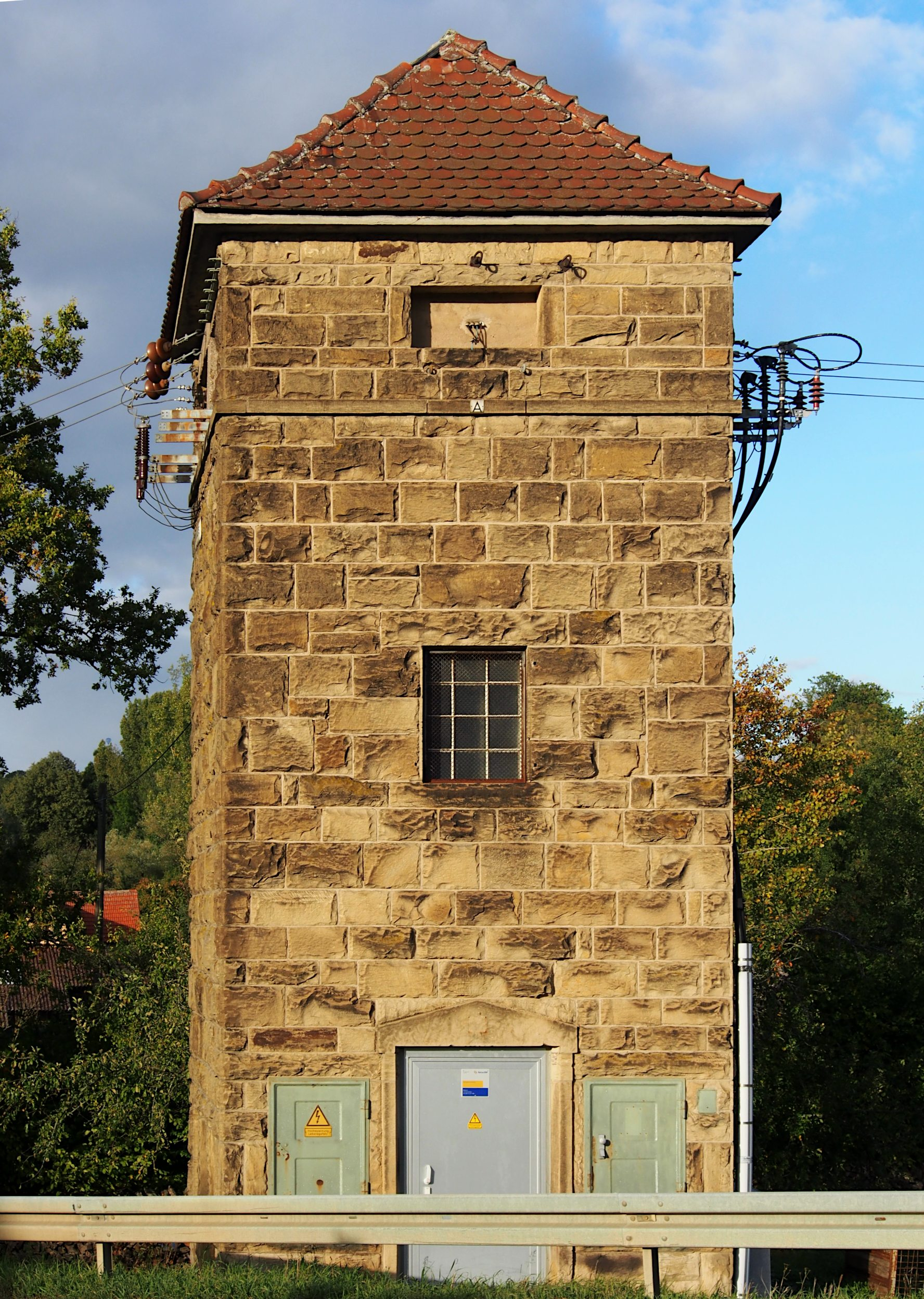
Trafoturm mit Schichtenmauerwerk